# Willkommens- und Anerkennungskultur

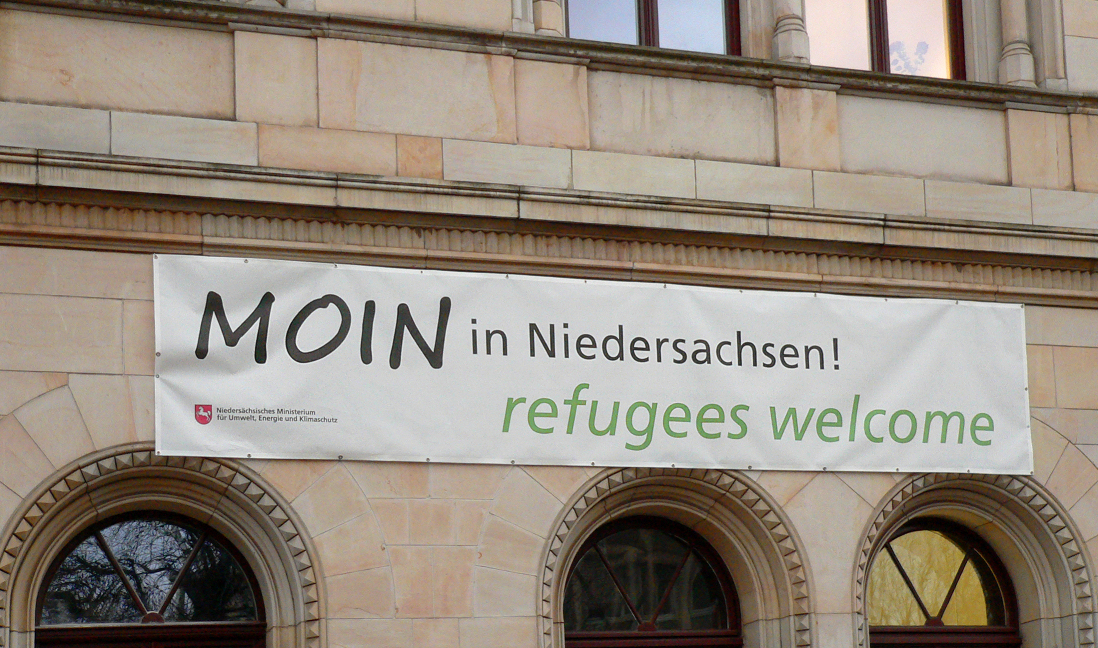
„Moin in Niedersachsen! refugees welcome“
Transparent am Niedersächsischen Umweltministerium in Hannover, 2015

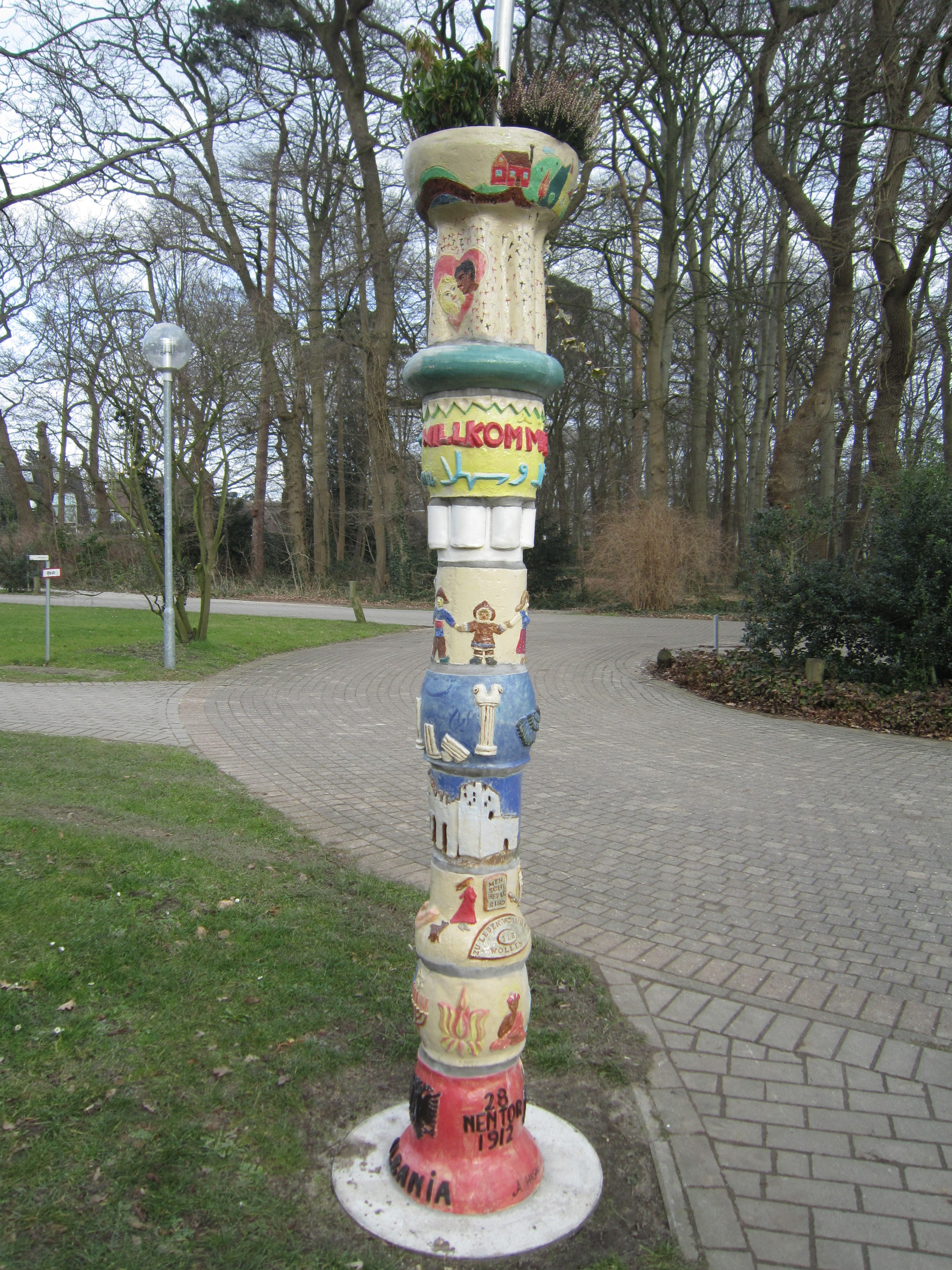
Willkommenssäule bei einem Flüchtlingswohnheim in Bremen-Osterholz

Der Begriff Willkommenskultur bezeichnet erstens eine positive Einstellung von Bürgern, Politikern, Unternehmen, Bildungseinrichtungen, Sportvereinen und anderen Institutionen zu Migranten. Zweitens drückt der Begriff den Wunsch aus, dass Migranten allen Menschen, denen sie begegnen, willkommen sein mögen. Drittens bezeichnet das Wort Willkommenskultur die Gesamtheit aller Maßnahmen, durch die eine positive Haltung gegenüber Migranten bei anderen gefördert und dem Gefühl von Migranten, willkommen zu sein, eine Grundlage in der Realität gegeben werden soll.
Ob und inwieweit jemand, der den Begriff Willkommenskultur benutzt, damit auch Wertschätzung gegenüber Menschen ausdrücken will, die sich schon länger im Aufnahmeland aufhalten bzw. hier bereits als Menschen mit Migrationshintergrund geboren wurden (die Bezeichnung „Migrant“ bezieht sich auf Menschen, die persönlich ihr Heimatland verlassen haben), muss im Einzelfall untersucht werden. Neuerdings wird zum besseren Verständnis auch der Begriff Willkommens- und Anerkennungskultur verwendet, der eindeutig Menschen mit einer längeren Aufenthaltsdauer einbezieht.
In einigen Überlegungen zum Thema Willkommenskultur geht es um die Anwerbung von Neubürgern aller Art in einer Region, also auch um Neubürger aus benachbarten Regionen und aus anderen Teilen des Inlands einschließlich Menschen ohne Migrationshintergrund. Eine zusätzliche Erweiterung erfährt der Begriff Willkommenskultur, wenn er auf Menschen angewandt wird, die sich bislang nicht auf dem Arbeitsmarkt willkommen fühlten und zur Stillen Reserve gehören, bzw. auf Menschen, die für ein Ehrenamt geworben werden sollen.
Das Wort Willkommenskultur wurde in Österreich im Dezember 2015 zum „Wort des Jahres“ gewählt.

## Entstehung und Weiterentwicklung des Begriffs
Das Bundesamt für Migration und Flüchtlinge (BAMF) definierte den Begriff im Abschlussbericht Runder „Aufnahmegesellschaft“ wie folgt: „Neu-Zuwandernde anhand attraktiver Rahmenbedingungen Willkommen heißen und anerkennend in die Gesellschaft aufnehmen. Willkommenskultur richtet sich an alle legalen Neu-Zuwandernden.“
Anerkennungskultur wird vom BAMF verstanden als „die Anerkennung aller in Deutschland lebenden Menschen mit Migrationshintergrund durch die Aufnahmegesellschaft, wobei die Wertschätzung der Potenziale im Mittelpunkt steht“.
Der Begriff „Anerkennung“ fand in den 1990er Jahren Eingang in die sozialphilosophische Debatte. Den Ausgangspunkt für diese Debatte bildete die Beobachtung, dass politische Forderungen in den neuen Sozialbewegungen (des Feminismus, von ethnischen Minderheiten, von homosexuellen Subkulturen etc.) nicht mehr vornehmlich auf eine ökonomische Gleichstellung oder materielle Umverteilung abzielten, sondern auf die Respektierung derjenigen Eigenschaften, durch die sie sich kulturell verbunden sehen. Auf einen migrationspolitischen Kontext bezogen bedeutet dies, dass Anerkennung über die sozialstrukturelle Integration von Zugewanderten hinaus darauf abzielt, Zugewanderte in ihrer kulturellen Differenz zu respektieren und den Beitrag dieser Kultur zur Ausgestaltung des Gemeinwesens wertzuschätzen.
Das Konzept der „Anerkennung“ ist inzwischen auch umgekehrt als eine Anerkennung der Gesetze und Wertevorstellungen des Gastlandes seitens der Gäste interpretiert worden. So erklärte der damalige Bundesinnenminister Thomas de Maizière im Herbst 2015 im Bundestag: „Wenn wir mit unseren Bürgern über eine Willkommenskultur sprechen, müssen wir von denen, die zu uns kommen, auch eine Anerkennungskultur einfordern“. Dazu gehöre, die Rechts- und Werteordnung zu akzeptieren und gegenüber Behörden den richtigen Namen und das Herkunftsland zu nennen.
Zu einer Anerkennungskultur gehört es auch zu verdeutlichen, dass auch früher Eingewanderte zu der Gruppe gehören, die frisch Eingewanderte willkommen heißen. Die willkommen heißende Aufnahmegesellschaft sollte also laut BAMF als „multikulturelle Aufnahmegesellschaft“ bezeichnet werden.
Der Integrationsbeauftragten der Bundesregierung, Aydan Özoguz, geht die Forderung nach einer Willkommenskultur nicht weit genug: „Wir brauchen im Grunde […] keine Willkommenskultur. Wir brauchen vielmehr eine Kultur der Teilhabe.“ Ihr Appell aus dem Jahr 2014 kann in dem Sinne interpretiert werden, dass auch ein „nachholendes Willkommen“ erforderlich sei, um der Entstehung einer „Gastgeber-Gast-Dichotomie“ zu entgehen, wie sie nach der Welle von Einwanderungen von Arbeitsmigranten bis 1973 entstanden sei.

## Verschiedene Sichtweisen

### Politischer Wille
Das deutsche Bundesministerium des Innern erklärt auf seiner Homepage: „Vor dem Hintergrund des demografischen Wandels und eines sich abzeichnenden Fachkräftemangels ist es wichtig, Deutschland langfristig als ‚Lebensstandort‘ für Menschen mit Migrationshintergrund attraktiv zu gestalten. Diese Herausforderung nimmt die Bundesregierung sehr ernst. Daher stellt die Stärkung der Willkommens- und Anerkennungskultur ein wichtiges Vorhaben des Koalitionsvertrags für die 18. Legislaturperiode dar.“

#### Politische Debatte während der Flüchtlingskrise ab 2015
Die Grünen lehnten bei ihrem Bundesparteitag in Halle im November 2015 Obergrenzen ab und forderten Milliardeninvestitionen für die Integration von Flüchtlingen.
Aus dem Ergebnis der Landtagswahlen im März 2016 zog Sahra Wagenknecht, Oppositionsführerin im 18. Deutschen Bundestag, die Schlussfolgerung, dass das schlechte Abschneiden der Linken bei diesen Wahlen vor allem damit zusammenhänge, dass viele Anhänger der Linken meinten, die Partei bewerte Flüchtlinge zu positiv und vernachlässige die Interessen prekär lebender Deutscher.

### Religiöse und moralische Gebote
Zu den 5 Säulen des Islam gehört die Zakāt, die Verpflichtung 2,5 % des Vermögens an bestimmte Personengruppen zu spenden.

„Die Almosen (aṣ-ṣadaqāt) sind für die Armen (li-l-fuqarāʾ), die Bedürftigen (wa-l-masākīn), die, die sich um sie kümmern (wa-l-ʿāmilīn ʿalai-hā), und die, deren Herzen gewonnen werden sollen (wa-l-muʾallafati qulūbu-hum), für die Sklaven (fī r-riqāb) und Schuldner (wa-l-ġārimīn), für den Weg Gottes und den Sohn des Weges (wa-bni sabīl), als Verpflichtung von Seiten Gottes. Gott ist wissend und weise.“

Laut dem Bertelsmann-Religionsmonitor haben sich 44 % der regelmäßig praktizierenden Muslime finanziell und persönlich im Rahmen der Flüchtlingskrise in Deutschland ab 2015 für Flüchtlinge engagiert. Ihr Beitrag gilt als besonders wichtig. Da 3/4 der Flüchtlinge muslimischen Glaubens sind, können die in Deutschland lebenden Muslime als Spezialisten für die herkunftskulturellen und seelsorgerlichen Belange gelten.
Die Kirchen in Europa bemühten sich um eine koordinierte Antwort auf die Flüchtlingskrise und traten für den Schutz der Würde jedes Menschen ein. Sowohl von katholischer als auch von evangelischer Seite sehen sich die Kirchen in Deutschland mit Bezug auf die Integration von Flüchtlingen und die Willkommenskultur in einer zentralen Rolle. Kritiker sehen die Kirchen hingegen als „letzte Vertreter einer unbegrenzten Willkommenskultur“ und bemängeln, die Kirche vertrete in dieser Hinsicht einen „überschießende[n] Moralismus“. Evangelische und katholische Kirchen in Deutschland gewähren solchen Menschen Kirchenasyl, denen eine Abschiebung aus Deutschland wegen eines fehlenden Aufenthaltsstatus droht. Als Begründung für diese Praxis werden in der Regel die folgenden beiden Passagen aus der Bibel angeführt:
Wenn bei dir ein Fremder in eurem Land lebt, sollt ihr ihn nicht unterdrücken. Der Fremde, der sich bei euch aufhält, soll euch wie ein Einheimischer gelten, und du sollst ihn lieben wie dich selbst; denn ihr seid selbst Fremde in Ägypten gewesen. Ich bin der Herr, euer Gott. (3. Mose 19,33f.)
Jesus sagt: „Ich war hungrig, und ihr habt mir zu essen gegeben; ich war durstig, und ihr habt mir zu trinken gegeben; ich war fremd und obdachlos, und ihr habt mich aufgenommen; ich war nackt, und ihr habt mir Kleider gegeben; ich war krank, und ihr habt mich besucht; ich war im Gefängnis, und ihr seid zu mir gekommen. […] Was ihr getan habt einem meiner geringsten Brüder, das habt ihr mir getan.“ (Matthäus 25,35–40)
Bei den regelmäßig praktizierenden Christen blieb der finanzielle und persönliche Einsatz für Flüchtlinge deutlich hinter dem sonstigen ehrenamtlichen Engagement zurück.
Im Dezember 2011 mahnte der Hohe Flüchtlingskommissar der Vereinten Nationen, politisch Verantwortliche und die Zivilgesellschaft (Deutschlands) seien „aufgerufen, aktiv eine Willkommenskultur zu etablieren und damit die Bevölkerung für die besondere Notsituation von Flüchtlingen zu sensibilisieren.“

### Idee eines „Weltbürgerrechts“

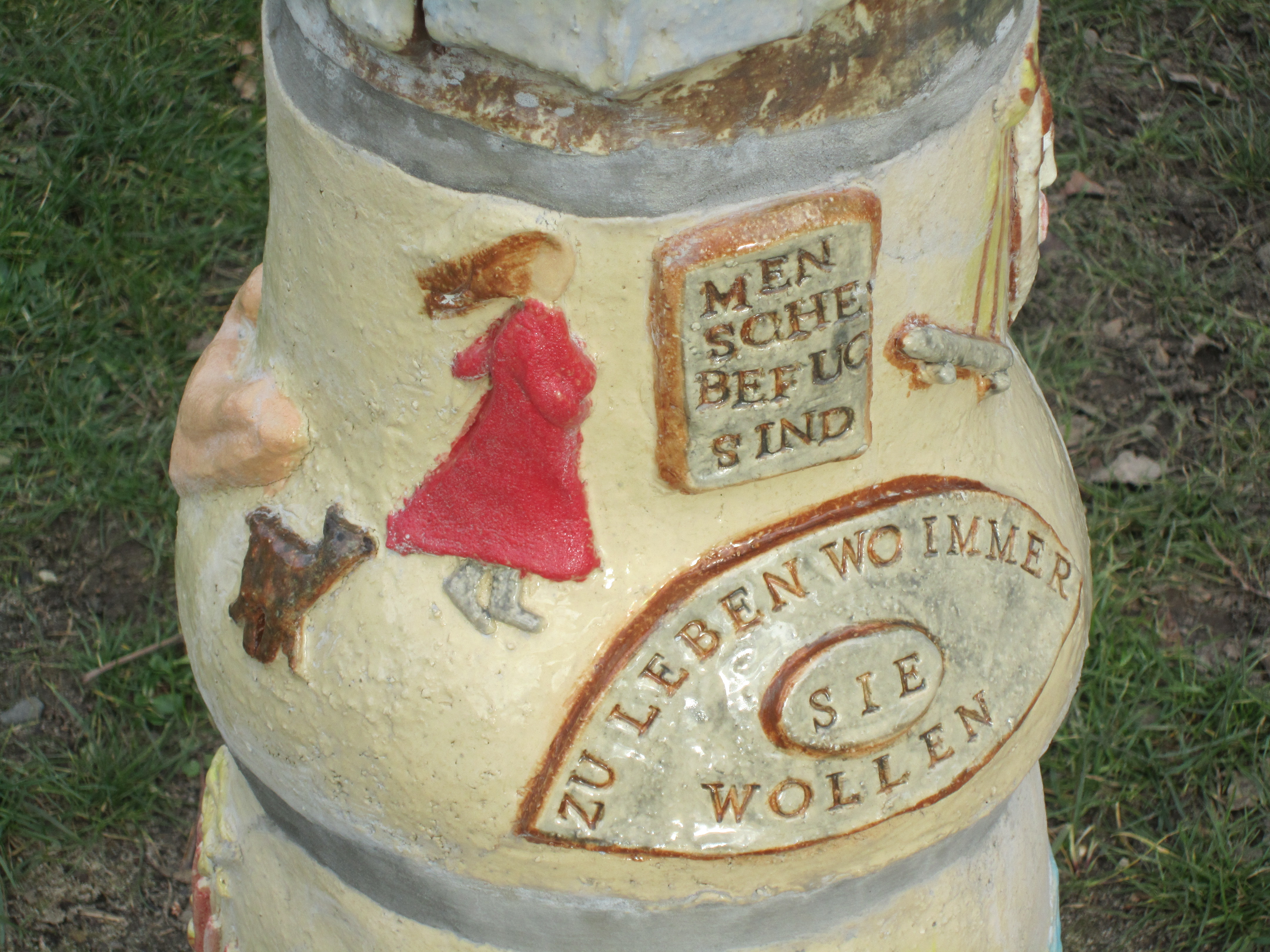
Ein Detail der Willkommenssäule in Bremen-Osterholz ist die Inschrift: „Menschen befugt sind zu leben wo immer sie wollen“

Seyla Benhabib, Professorin für Politikwissenschaften und Philosophie an der Yale University in den USA, sagte 2008 voraus, dass die grenzüberschreitende Migration nach UN-Angaben bis 2048 um 40 Prozent steigen könnte. Millionen von Menschen, die sich beispielsweise als Flüchtlinge in ihnen bisher unbekannten Ländern niederlassen, benötigten einen klaren rechtlichen Status, der ihnen eine politische Zugehörigkeit als Rechtssubjekte verschaffe. Das Ziel einer globalen Gerechtigkeit impliziere das Recht auf Zugehörigkeit als Menschenrecht. Keine Papiere zu haben sei in westlichen Gesellschaften eine Form des zivilen Todes. Daher müsse es in der Tradition Immanuel Kants ein „Weltbürgerrecht“ geben, bei dem die Gastfreundschaft ein Schlüsselmotiv bilde, als „Recht eines Fremdlings, seiner Ankunft auf dem Boden eines anderen wegen, von diesem nicht feindselig behandelt zu werden“. Erst wenn im Sinn einer globalen Gastfreundschaft das Recht, Asyl zu suchen, und die Pflicht, Asyl zu gewähren, als die beiden selbstverständlichen Teile eines Weltbürgerrechts begriffen würden, könne man von internationaler Zugehörigkeitsgerechtigkeit sprechen. Die Staatsgrenzen, so Benhabib, müssten „bedingt durchlässig“ werden. Im Sinne einer Anerkennungskultur müsse es einen an nur minimale Bedingungen geknüpften, für jeden offenen Zugang zur Staatsbürgerschaft eines jeden Landes geben.
Einige politische Aktivisten bestreiten, dass es eine Rechtfertigung dafür gebe, dass nach Art. 11 GG Freizügigkeit lediglich ein Bürgerrecht sei. So vertritt vor allem die Bewegung „Kein mensch ist illegal“ die Auffassung, auch Menschen ohne Aufenthaltstitel (von der Bewegung „Illegalisierte“ genannt) müsse ermöglicht werden, im Land ihrer Wahl zu leben. Im Oktober 2010 fand in Berlin eine „Willkommensaktion mit Musik, Informationen, Performance“ vor dem Lageso unter dem Motto: „Kein Mensch ist illegal. Alle Menschen haben ein Recht darauf, ihren Lebens- und Wohnort frei zu wählen“ statt. Die Grüne Jugend Berlin verurteilte 2012 den „ethnozentristischen und rassistischen Gedanken, dass nur bestimmte Menschen in Deutschland leben dürfen.“

### Nützlichkeit für die Volkswirtschaft

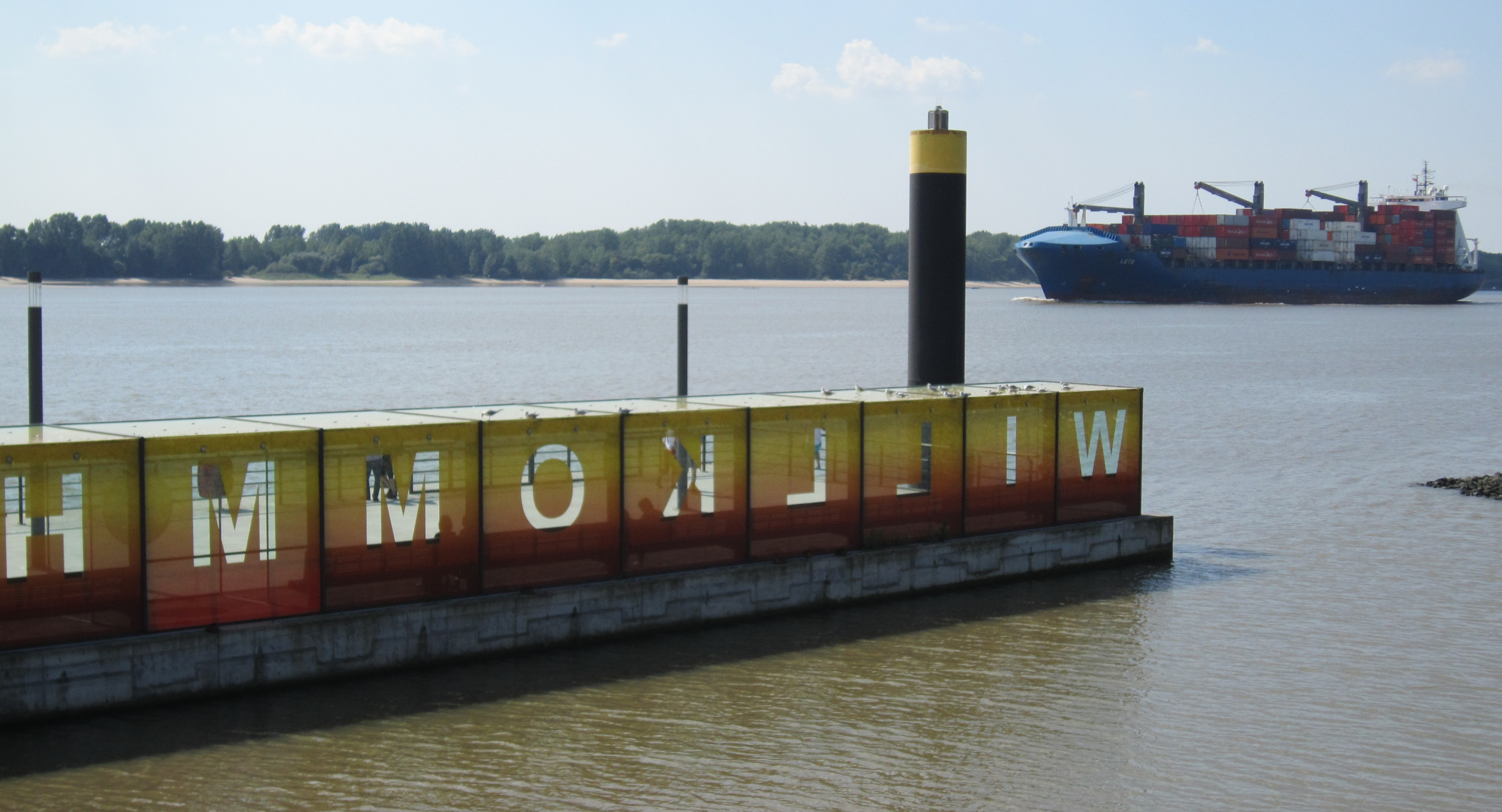
Seit 1952 Tradition: Den Hamburger Hafen anlaufende, überwiegend ausländische Schiffe werden beim Willkommhöft willkommen geheißen

Die Notwendigkeit einer „Willkommenskultur“ wird vor allem mit einem Fachkräftemangel begründet. Insbesondere hochqualifizierte Arbeitskräfte werden in Deutschland dringend gesucht. Ausländern, die in Deutschland zu arbeiten bereit sind, soll deshalb eine hohe Wertschätzung signalisiert werden. Dieser Ansatz war auch im Koalitionsvertrag für die 18. Legislaturperiode des Deutschen Bundestags erkennbar, auf den sich die Regierungsparteien CDU, CSU und SPD am 14. Dezember 2013 einigten. Unter der Überschrift „Fachkräftesicherung“ ist zu lesen: „Flankierend wollen wir die Willkommens- und Bleibekultur für ausländische Fachkräfte in Deutschland verbessern.“ „Eine Willkommenskultur für Zugewanderte und die Förderung der kulturellen Vielfalt und der Internationalität ist mittlerweile nicht nur ein weicher Standortfaktor, sondern Voraussetzung für die Gewinnung von Investoren und [H]ochqualifizierten, die global ausgerichtet sind“, meint Gari Pavkovic, Leiter der Abteilung Integrationspolitik der Stadt Stuttgart.
Der Politologe Roland Roth hat wegen der starken Betonung ökonomischer Aspekte in der Argumentation vieler Befürworter einer Willkommenskultur den Eindruck, dass das „Willkommen“ in dem Begriff „Willkommenskultur“ an Bedingungen geknüpft sei, an „Nützlichkeitserwägungen und an Kalküle“ und nichts zu tun habe „mit genereller Gastfreundschaft […] oder einem Willkommen für alle und jeden.“ Für diejenigen, die gezielt hochqualifizierte Fachkräfte aus dem Ausland anwerben wollten, gehören Gerd Brendel zufolge „[p]olitische Flüchtlinge, Armuts- und Bürgerkriegs-Flüchtlinge […] zum großen Rest der ‚Unwillkommenen‘“.
Diesen Eindruck bestätigt Jasper von Altenbockum im Januar 2016: Der Kern der Willkommenskultur bestehe darin, dass derjenige, der „qualifizierte Arbeitskraft anzubieten hat, motiviert ist und sich als Leistungsträger versteht, […] hier sein Glück versuchen dürfen [sollte], ohne auf bürokratische Hindernisse zu stoßen.“ Die „wahllos auf Flüchtlinge, Asylbewerber und auf alle Migranten […], die illegal nach Deutschland“ eingereist seien, ausgedehnte Einladung habe mit dieser Idee nichts zu tun. Die Politik müsse erkennen: „Integration beginnt mit der Erlaubnis zur Einreise.“

### 10 Thesen von Klaus Jürgen Bade
Klaus Jürgen Bade unterscheidet zwischen einer Willkommenskultur, die sich vorwiegend an qualifizierte Wirtschaftswanderer richte, und einer Willkommensbewegung der ehrenamtlichen Flüchtlingshelfer. Er sieht Willkommenskultur als wichtigen Spurwechsel im politischen und öffentlichen Diskurs. Jenseits der praxiserprobten kommunikativen Willkommenstechnik sieht er Willkommenskultur als gesellschaftspolitisches Konzept noch als lediglich wolkigen Orientierungsrahmen mit erheblichem Verbesserungs- und Ergänzungsbedarf.
1. Willkommenkultur sei ein top-down gestiftetes Elitenkonzept. Bottom-up wachse hingegen Kultur- und Fremdenangst, die durch Willkommenkultur geschönt aber nicht aufgefangen werden könne.
2. Willkommenkultur sei ein ökonomisch motiviertes Förderungsprogramm für qualifizierte Zuwanderung.
3. Willkommenkultur komme meist nicht über Willkommentechnik mit Eingliederungshilfen für erwünschte Neuzuwanderer hinaus.
4. Politische Inszenierung von Willkommenkultur habe auch eine indirekt gruppenbezogene Selektionsfunktion.
5. Willkommenskultur für Neuzuwanderer gehe an der schon mehrere Generationen in Deutschland lebenden Einwandererbevölkerung vorbei.
6. Mentalität ändere man nicht durch freundliche Umgangsformen allein. Deshalb helfe Willkommenskultur wenig gegen angstgeborene Abwehrhaltung gegen Zuwanderer.
7. Programme für Willkommenskultur wirkten als appellativ formulierte sozialtechnologische Konzepte für Integration im Vorfeld, aber nicht wie eine für Einwanderungsgesellschaften notwendige teilhabeorientierte Gesellschaftspolitik.
8. Es fehle ein konsensuales und inklusives Selbstbild und eine Vision für eine gemeinsame Zukunft die ein Zusammenwachsen von Mehrheits- und Einwanderungsbevölkerung erlaubt. Willkommenkultur nur als Elitenkonzept von Oben sei nicht ausreichend.
9. Unzureichende teilhabeorientierte Gesellschaftspolitik für alle und ein mangelndes konsensuales und inklusives Selbstbild der Einwanderungsgesellschaft können auf Dauer zu erheblichen Problemen führen. Bei Einwanderern der zweiten, dritten oder vierten Generation könne das schon verbreitete und begründbare Gefühl mangelhafter Akzeptanz und Teilhabechancen zu einem Rückzug und eventuell einer Flucht in Radikalisierung verleiten. In der Mehrheitsbevölkerung könne die Angst, „Fremde im eigenen Land“ zu werden, Spannungen auslösen, die den sozialen und kulturellen Frieden gefährden.
10. Wir sollten über den Verlust der Fähigkeit, Kollektive zu bilden, nachdenken und Wege finden zu einer inklusiven, konsensualen Leitorientierung.

### Sympathien und Antipathien
Die Willkommenskultur in Deutschland gilt als „ausbaufähig“. Initiatoren von Kampagnen zur Förderung der Willkommenskultur geben zu, dass sogar Fachkräfte aus dem Ausland nicht allen Beteiligten willkommen sind. Insbesondere bei Ämtern und Behörden haben nicht nur Neuzuwanderer, sondern auch viele länger in Deutschland ansässige Menschen mit Migrationshintergrund nicht den Eindruck, willkommen zu sein.

### Grenzen der Erträglichkeit
Der slowenische Philosoph Slavoj Žižek gibt zu bedenken, dass es in jeder Kultur eine „Schmerzgrenze“ gebe (ein „impossible à supporter“), die bewirke, dass z. B. für „westliche Liberale Praktiken wie die erzwungene Eheschließung oder das Wegsperren der Frau, die Teil des gelebten Islam sind, unmöglich zu ertragen“ seien. Die Anwesenheit von Menschen mit solchen Praktiken positiv bewerten zu sollen, sei selbst für an sich tolerante Menschen eine Zumutung. Jasper von Altenbockum bringt diese Sichtweise mit den Worten auf den Punkt: „Es gibt Einwanderer, die nicht willkommen sind.“ Von Altenbockum meint damit in erster Linie antisemitisch eingestellte und sich entsprechend verhaltende Muslime.

### Auswanderung als Reaktion auf eine (vermeintlich) fehlende Anerkennung
Mehr als 40 Prozent der Auswanderer aus Deutschland nennen Unzufriedenheit mit dem Leben in Deutschland als Grund für den Weggang. Für Deutsche mit Migrationshintergrund ist mangelnde Zufriedenheit besonders oft das Hauptmotiv ihrer Auswanderung aus Deutschland.
Auf einer Tagung des Deutschen Akademischen Austauschdienstes im Mai 2014 berichteten ausländische Studierende von physischen (3 Prozent) und verbalen (8 Prozent) ausländerfeindlichen Übergriffen, für einzelne Herkunftsregionen stelle sich die Situation noch deutlich problematischer dar. 22 Prozent haben in ihrer Wahrnehmung schon Diskriminierung erfahren.
Die Zeitschrift Forschung & Lehre stellte im April 2015 fest, dass es „derzeit keine Anzeichen für einen dauerhaften Weggang Hochqualifizierter aus Deutschland“ gebe.

## Hintergründe des Diskurses um 2015
Vor dem Hintergrund, dass die Zahl der Geburten je Frau in Deutschland niedrig bleibt und sich dadurch dauerhaft Probleme hinsichtlich der Versorgung des deutschen Arbeitsmarkts mit Nachwuchskräften ergeben können, werden Maßnahmen, die die Akzeptanz von Zuwanderung und von Migranten bzw. Menschen mit Migrationshintergrund erhöhen, für wichtig gehalten.
Die Grundidee, wonach zumindest solche Arbeitskräfte aus dem Ausland wertgeschätzt werden sollten, die leicht integrierbar sind und nach deren Qualifikation es eine starke Nachfrage gibt, wird durch eine hohe Zahl von Migranten nicht in Frage gestellt.

### Paradigmenwechsel bei der Beurteilung der Nützlichkeit von Zugewanderten

#### Sichtweise vor der Flüchtlingskrise 2015
Befürwortern einer Verstärkung der Zuwanderung (d. h. Anhängern der oben referierten „Nützlichkeitstheorie“) wird oftmals entgegengehalten, dass Migration in vielen Fällen zu einer „Zuwanderung in die Sozialsysteme“ führe.
Laut einer Analyse der Stiftung Marktwirtschaft aus dem Jahr 2009 zahlten die meisten Ausländer in Deutschland aufgrund ihres im Vergleich zu deutschen Beschäftigten schlechten Qualifikations- und Lohnniveaus im Laufe ihres Lebens in Deutschland weniger Steuern und Abgaben, als sie an Leistungen erhielten. Der überwiegende Anteil der Einwanderung nach Deutschland nach 1973 (dem Jahr des Anwerbestopps von Gastarbeitern), die sich vor allem über die Familienzusammenführung vollzog, sei in das deutsche Sozialsystem erfolgt: Obgleich die Zahl der Ausländer bis zum Jahr 2000 auf 7,5 Millionen Menschen gestiegen sei, habe sich die Zahl der Erwerbstätigen unter den Ausländern (rund 2 Millionen) nicht erhöht.
Eine solche Sichtweise berücksichtigt nicht, dass am Ende der Anwerbephase die ausländische Bevölkerung im Wesentlichen aus jungen, zumeist männlichen, erwerbstätigen Personen bestand, die angeworben worden waren. Im Jahr 1974 lag die Erwerbsquote der ausländischen Bevölkerung bei 61,5 %, derjenige der Deutschen nur bei 42,7 %. Heute dagegen kann man – bedingt durch den Familiennachzug und die Differenzierung der Zuwanderung nach dem Anwerbestopp (z. B. Arbeitsmigration, Familiennachzug, Flüchtlinge, jüdische Kontingentflüchtlinge) – von einer Normalisierung sprechen: Bei Deutschen wie bei Ausländern lag die Erwerbsquote im Jahr 2001 bei 49,1 % (Deutsche) bzw. 50,9 % (Ausländer), auch die Alters- und Geschlechtsstruktur hat sich angeglichen. Die Zuwanderung hat also nicht „in die Sozialsysteme“ stattgefunden, sondern war – vereinfacht gesagt – eine Zuwanderung von Familien zu ihren erwerbstätigen Ehegatten.
2013 wiesen Zeitungen auf der Basis einer Dpa-Meldung darauf hin, dass der Topos vom schlecht qualifizierten Zuwanderer nicht mehr zutreffe. Die neueste Generation der Zuwanderer nach Deutschland sei durchschnittlich wesentlich besser qualifiziert als Deutsche. Eine wichtige Rolle spielt hierbei die hohe Jugendarbeitslosigkeit in vielen Staaten der Europäischen Union, von der auch viele Hochqualifizierte betroffen sind. Im Januar 2014 stellte Werner Eichhorst, Direktor für Europäische Arbeitsmarktpolitik am „Institut für die Zukunft der Arbeit (IZA)“ fest: „Es gibt keine Anzeichen für eine Zuwanderung in Arbeitslosigkeit oder Armut. Die Arbeitssuchenden, die kommen, finden in der Regel Jobs, ohne einheimische Arbeitskräfte zu verdrängen.“
Nach Berechnungen des „Zentrums für Europäische Wirtschaftsforschung (ZEW)“ aus dem Jahr 2014 zahlt jeder Ausländer in Deutschland pro Jahr durchschnittlich 3300 € mehr Steuern und Sozialabgaben, als er an staatlichen Leistungen erhält. Das Plus pro Kopf ist demnach in den vergangenen zehn Jahren um über die Hälfte gestiegen. Durchschnittlich überweise jeder Mensch ohne deutschen Pass in seinem Leben 22.300 Euro mehr an den Staat, als er an Transfers erhalte. In Summe profitiere der Sozialstaat in einer Größenordnung von 147,9 Milliarden Euro von den bereits heute in Deutschland lebenden Ausländern. Jeder Bürger könnte dem ZEW zufolge um mehr als 400 Euro jährlich fiskalisch entlastet werden, wenn künftig pro Jahr mindestens 200.000 Zuwanderer nach Deutschland kämen und 30 Prozent von ihnen hoch und weitere 50 Prozent mittel qualifiziert wären. Allerdings stellt das ZEW in derselben Studie auch fest, dass Kinder ausländischer Eltern, die 2012 in Deutschland geboren wurden, per saldo den deutschen Staat über den gesamten Lebenszyklus hinweg durchschnittlich ca. 44.000 Euro mehr an Transferzahlungen kosten würden, als sie an Steuern und Sozialbeiträgen zahlen, wenn sie alle durchschnittlich keine deutlich besseren Qualifikationen erwerben sollten als ihre Eltern. Wenn es aber mindestens 30 Prozent von ihnen schaffen sollten, das für Deutsche typische durchschnittliche Lebenseinkommen zu erzielen, dann würde die deutsche Volkswirtschaft nicht finanziell durch Bürger mit Migrationshintergrund des Geburtsjahrgangs 2012 belastet.
Im April 2015 bilanzierte der Spiegel: „Zuwanderer sind jünger als der Durchschnitt der deutschen Bevölkerung, sie helfen damit, die Alternseffekte abzumildern. Immer öfter bringen sie Hochschulabschlüsse mit, ihr Qualifikationsniveau steigt stetig. […] Die weitaus meisten Zuwanderer kommen, in dieser Reihenfolge, derzeit aus Polen, Bulgarien, Italien und Rumänien – keine furchtbar fremden Kulturkreise. Weil viele Migranten als Erwachsene kommen, also nicht in Deutschland zur Schule gehen, entlasten sie das Bildungssystem. Weil Ausländer im Schnitt wesentlich mehr Steuern und Abgaben einzahlen, als sie Sozialleistungen beziehen, entlasten sie den Sozialstaat.“

#### Sichtweise seit der Flüchtlingskrise ab 2015
Alle zitierten Quellen berücksichtigen nicht den Umstand, dass im Jahr 2015 über eine Million Menschen nach Deutschland eingewandert sind. Im Februar 2016 erwartete die Mehrheit deutscher Wirtschaftsprofessoren nach einer Umfrage des Ifo-Instituts wirtschaftliche Nachteile von der Flüchtlingspolitik der Bundesregierung. Eine relative Mehrheit erwartete von den Asylbewerbern eher Nachteile für das Land (40 Prozent); eher Vorteile sehen nur 23 Prozent. Die große Mehrheit der Ökonomen forderte eine bessere Sicherung der Außengrenzen des Schengen-Raums. Gleichzeitig warnten sie davor, auch nur temporär nationale Grenzen im Schengen-Raum zu schließen.
Im Hinblick auf die Zukunft der im Zuge der Flüchtlingskrise in Deutschland ab 2015 nach Deutschland Gekommenen prognostizierte Frank-Jürgen Weise, Leiter des Bundesamtes für Migration und Flüchtlinge, im August 2016, dass die Integration der Flüchtlinge in den Arbeitsmarkt langwierig und teuer werde. 70 Prozent der Angekommenen seien zwar erwerbsfähig. Trotzdem werde ein Großteil von ihnen zunächst in die Grundsicherung fallen, bevor die Bundesagentur für Arbeit sie in Arbeit bringen könne.
2019 hob der Wirtschaftswissenschaftler und Migrationsforscher Herbert Brücker hervor, dass die Flüchtlinge, die seit 2015 zugewandert sind, im Schnitt besser ausgebildet seien als die Bevölkerung ihrer Herkunftsländer und der Akademikeranteil doppelt so hoch sei. Laut Brücker haben von den über 18-jährigen Flüchtlingen 74 % der Männer und 37 % der Frauen Berufserfahrung. Im April 2019 waren 36 % der seit 2015 Eingewanderten in bezahlter Arbeit.
In Bilanzen zu berücksichtigen sind vor allem die Kosten für den Zweitspracherwerb von Menschen ohne Vorkenntnisse der Amtssprache(n) des Ziellandes. Für eine erfolgreiche Integration hält der Deutsche Lehrerverband es für erforderlich, dass Sprachanfänger, von denen es unter Jugendlichen und jungen Erwachsenen nach der Absenkung des Zuzugsalters von Migrantenkindern bis 2015 nur relativ wenige gab, einen mindestens 800 Unterrichtsstunden umfassenden Unterricht in Deutsch für Ausländer durch speziell qualifizierte Lehrkräfte erhalten. Außerdem haben Wissenschaftler nachgewiesen, dass der Erwerb der Zweitsprache, vor allem wenn er spät beginnt, auch unter Bedingungen schulischer Förderung fünf bis sieben Jahre bis zur muttersprachenähnlichen Beherrschung dauern kann. Erst wenn dieses Niveau erreicht ist, können qualifizierte Zugewanderte (sofern ihnen nicht die Kommunikation in einer anderen Sprache zugestanden wird) ihre Leistungspotenziale voll ausschöpfen.
Nach wie vor hochwillkommen in deutschen Betrieben sind Jugendliche und junge Erwachsene, vor allem aus dem Süden der Europäischen Union, die der in ihrer Heimat hohen Jugendarbeitslosenquote durch eine Ausbildung in Deutschland entkommen wollen.

### Adressaten der Willkommens- und Anerkennungskultur

#### Deutsche Staatsangehörige mit Migrationshintergrund
Deutsche Staatsangehörige mit einem Migrationshintergrund sind in jeder Hinsicht rechtlich ausschließlich deutschstämmigen deutschen Staatsangehörigen gleichgestellt. Insbesondere gelten für die Volljährigen unter ihnen alle Bürgerrechte, einschließlich des Wahlrechts. Eine Diskriminierung von Deutschen mit Migrationshintergrund aufgrund ihrer ethnischen Herkunft ist nach Art. 3 Abs. 3 GG verfassungswidrig. Ein Personalchef, der einen Bewerber, der eine für den zu besetzenden Arbeitsplatz geeignete Qualifikation besitzt, wegen seines ausländischen Namens oder seines „fremden“ Aussehens nicht einstellt, verstößt gegen das Allgemeine Gleichbehandlungsgesetz und kann dafür rechtlich belangt werden.

#### Bildungsinländer
Als „Bildungsinländer“ zählen alle Menschen mit einer in Deutschland erworbenen Hochschulzugangsberechtigung, und zwar auch dann, wenn sie nicht die deutsche Staatsangehörigkeit besitzen. An Hochschulen sind die Ausländer unter den Bildungsinländern deutschen Staatsangehörigen im Hinblick auf die Rahmenbedingungen ihres Studiums gleichgestellt. Ein Problem stellen Hochqualifizierte aus dieser Personengruppe insofern dar, als es viele von ihnen aufgrund einer (angeblich) mangelnden Anerkennungskultur vorziehen, in das Herkunftsland ihrer Vorfahren zurückzukehren, obwohl sie auf dem deutschen Arbeitsmarkt benötigt würden und kaum Integrationsprobleme bereiten würden. Um 2010 gab es in Deutschland einen negativen Wanderungssaldo unter Hochqualifizierten mit Migrationshintergrund, insbesondere unter den Bildungsinländern.

#### Zugewanderte aus Staaten der Europäischen Union
Im Jahr 2013 wanderten 707.771 Menschen aus Mitgliedsstaaten der EU in die Bundesrepublik Deutschland ein. Wegen der Arbeitnehmerfreizügigkeit innerhalb der EU benötigten diese Menschen in Deutschland 2013 im Prinzip weder einen Aufenthaltstitel noch eine Arbeitserlaubnis. Einschränkungen dieser Freizügigkeit für Rumänen und Bulgaren liefen zum 1. Januar 2014 aus.
Das Hauptproblem der meisten Zuwanderer aus europäischen Staaten besteht in der unzureichenden Beherrschung der deutschen Sprache. Das trifft oft auch auf Personen zu, die über gesuchte berufliche Qualifikationen verfügen. Der Rechtsprechung deutscher Gerichte zufolge kann aber ein Arbeitgeber von dem ausländischen Arbeitnehmer verlangen, dass dieser seine Arbeitsleistung in deutscher Sprache erbringt und nach in Deutsch abgefassten Arbeitsanweisungen arbeitet. Arbeitsverträge können in deutscher Sprache abgefasst werden, auch wenn der Arbeitnehmer der deutschen Sprache nicht mächtig ist. Eine „Willkommenskultur“ zeigt sich in der Bereitschaft und Fähigkeit Einheimischer, mit diesen Menschen Englisch oder eine andere Sprache zu sprechen, in der beide Seiten sich verständigen können, bzw. in der Bereitschaft, einen Dolmetscher oder eine andere Person hinzuzuziehen, die sich mit dem Zugewanderten sprachlich verständigen kann. Ein großes Problem stellen unzureichende Englischkenntnisse bei Bediensteten in kommunalen und staatlichen Ämtern dar.
Eine Einreise von EU-Bürgern nach Deutschland mit der Absicht, ihren Unterhalt von Anfang an allein mit Transferleistungen des deutschen Staates zu bestreiten, ist nicht durch die Arbeitnehmerfreizügigkeit gedeckt. Der Europäische Gerichtshof stellte in einem Urteil am 11. November 2014 fest: „Nicht erwerbstätige Unionsbürger, die sich allein mit dem Ziel, in den Genuss von Sozialhilfe zu kommen, in einen anderen Mitgliedstaat begeben, können von bestimmten Sozialleistungen ausgeschlossen werden.“
Im Herbst 2014 beschlossen Bundestag und Bundesrat eine Änderung des Freizügigkeitsgesetzes. EU-Bürgern, die durch Schwarzarbeit und illegale Beschäftigung sowie Betrug beim Bezug von Kindergeld auffällig geworden und ausgereist sind, kann die Wiedereinreise nach Deutschland verwehrt werden.

#### Heiratsmigranten
Der Ehegattennachzug ist der mit Abstand wichtigste Grund für eine Einwanderung von Drittstaatsangehörigen nach Deutschland. 2010 zogen 11.894 Frauen zu ihren ausländischen Ehemännern, 11.259 zu ihren deutschen Ehemännern, 2.847 Männer zu ihren ausländischen Ehefrauen und 5.649 Ehemänner zu ihren deutschen Ehefrauen nach Deutschland. In Bezug auf den Familien- und Ehegattennachzug zählt Deutschland gemäß MIPEX-III zur Gruppe der Länder mit eher ungünstigen Bedingungen. Gründe für die relativ negative Bewertung sind einerseits die Einführung der Sprachnachweispflicht und andererseits die lange Zeit, die vergeht, bis ein Nachzugsvisum ausgestellt wird. Positiv bewertet MIPEX hingegen den sicheren Aufenthaltsstatus von nachgezogenen Ehegatten.

#### Arbeitskräfte mit Arbeitserlaubnis aus Staaten außerhalb der EU
Das Hauptinstrument zur Integration von Arbeitskräften, die auf Wunsch ihrer künftigen Arbeitgeber Arbeitsplätze in Deutschland besetzen und von außerhalb der EU zuwandern sollen, ist die Blaue Karte EU. Insgesamt gab es 2013 in Deutschland 33.648 Erwerbsmigranten aus Drittstaaten.
Arbeitsmigranten, die keinen anderen Grund als ihre wirtschaftliche Notlage als Begründung für einen Antrag auf Gewährung eines Aufenthaltsstatus in Deutschland nachweisen können, gelten nicht als aufnahmeberechtigt und müssen von Rechts wegen Deutschland auch dann spätestens nach Ablauf von drei Monaten nach ihrer Einreise verlassen, wenn ihre berufliche Qualifikation auf dem deutschen Arbeitsmarkt gefragt ist. Denn sie haben nicht das Verfahren zur Erlangung einer Blauen Karte eingehalten. Eine Möglichkeit zur Erlangung einer Arbeitserlaubnis gibt es für die große Mehrheit der kurz zuvor eingereisten bzw. einreisewilligen Menschen ohne EU-Staatsbürgerschaft nicht, wenn sie eine Arbeit aufnehmen wollen, für die ein Lohn bzw. Gehalt gezahlt wird, der/das unterhalb des für den Erhalt einer Blauen Karte erforderlichen Betrags liegt.

#### Asylberechtigte
Im Prinzip gilt die Regelung, dass politisch Verfolgte nach Art. 16a Grundgesetz Asyl erhalten, soweit sie nicht aus der EU oder einem sonstigen sogenannten sicheren Drittstaat kommen oder soweit nicht ein anderes Land im EU-Raum aufgrund der Dublin-Verordnung für sie zuständig ist. De iure gilt auch die Regelung, wonach Asylbewerber, die über die Landgrenzen nach Deutschland einreisen, entsprechend der Drittstaatenregelung ohne inhaltliche Prüfung ihres Asylantrages in die jeweiligen sicheren Drittstaaten zurückgewiesen werden (alle an Deutschland angrenzenden Staaten gelten als sichere Drittstaaten). Nur wenn sich kein Drittstaat zur Rücknahme der Betroffenen bereit erklärt oder der konkrete Durchreisestaat nicht bestimmt werden kann, soll es zum Asylverfahren in Deutschland kommen.
Seit dem Sommer 2015 jedoch wird das folgende Verfahren praktiziert: Flüchtlinge, die die deutsche Grenze überwunden haben, können in jeder Behörde, auch bei der Polizei, sich als Flüchtling oder Asylsuchender melden. Sie werden dann zunächst in eine Erstaufnahmeeinrichtung geschickt, ein großes, oft eingezäuntes Gelände mit Polizei, Arzt, Kantine und Schlafsälen für viele Personen. In welches Bundesland ein Asylsuchender kommt, bestimmt sich nach einem speziellen Verteilungsschlüssel (dem sogenannten Königsteiner Schlüssel). Im Erstaufnahmelager müssen die Asylsuchenden vorerst wohnen. Sie werden registriert und von der Asylbehörde über ihre Fluchtgründe befragt. Sie erhalten eine Aufenthaltsgestattung, die ihnen erlaubt, in Deutschland zu bleiben, bis über den Asylantrag entschieden ist. Nach drei Monaten in der Erstaufnahmeeinrichtung werden sie – nach der vom Computer ermittelten Quote – einer bestimmten Stadt oder einem Landkreis zugewiesen. Manche Flüchtlinge bitten darum, dort untergebracht zu werden, wo bereits Verwandte leben. Darauf muss aber nur bei Ehepartnern und minderjährigen Kindern Rücksicht genommen werden. Die Unterbringung war während der Flüchtlingskrise – je nach Ort – unterschiedlich: Mal ist es eine eigene Wohnung, mal ein Bett im Lager.
Für die Prüfung der Verfolgungsgründe ist das Bundesamt für Migration und Flüchtlinge zuständig, mit Hauptsitz in Nürnberg und zahlreichen Außenstellen in allen Bundesländern. Der Asylbewerber muss die Verfolgungsgründe bei der Anhörung umfassend und glaubhaft vorbringen. Entscheider des Bundesamtes, die seit 2005 Weisungen des Bundesinnenministeriums unterliegen, befinden dann über die tatsächliche und rechtliche Bewertung der Asylanträge.

#### Resettlement-Flüchtlinge
Der Begriff Resettlement (englisch für „Umsiedlung“) bezeichnet die dauerhafte Neuansiedlung besonders verletzlicher Flüchtlinge in einem zur Aufnahme bereiten Drittstaat, der ihnen vollen Flüchtlingsschutz gewährt und ihnen die Möglichkeit bietet, sich im Land zu integrieren. 2011 verpflichtete sich die Bundesrepublik Deutschland, jährlich mindestens 300 Flüchtlinge im Rahmen des Resettlement-Programms des Hohen Flüchtlingskommissars der Vereinten Nationen (UNHCR) aufzunehmen. Ab 2015 nimmt sie jährlich mindestens 500 Resettlement-Flüchtlinge auf.
Während ihres Asylverfahrens, das wenige Wochen, aber auch mehrere Jahre dauern kann, sind Asylbewerber anfangs nach § 47 AsylG in Erstaufnahmeeinrichtungen, später nach § 53 AsylG überwiegend in Gemeinschaftsunterkünften untergebracht und müssen sich meist im zugewiesenen Landkreis oder jedenfalls Bundesland aufhalten (Residenzpflicht). Im Asylbewerberleistungsgesetz (AsylbLG) sind seit 1993 die sozialen Leistungen an Asylbewerber geregelt. In den ersten drei Monaten ihres Aufenthalts (vor dem 6. November 2014: in den ersten 9 Monaten ihres Aufenthalts; vor dem 6. September 2013: in den ersten 12 Monaten ihres Aufenthalts) gilt für Asylbewerber ein absolutes Arbeitsverbot. Auch danach wird die Beschäftigung nur in Ausnahmefällen gestattet. Die seit 1993 unveränderte Höhe der Leistungen nach dem AsylbLG lag um etwa 40 Prozent unterhalb des Regelsatzes nach SGB II (Arbeitslosengeld II), was das Bundesverfassungsgericht am 18. Juli 2012 für grundgesetzwidrig erklärte, den Gesetzgeber mit einer Anhebung auf das Existenzminimum beauftragte und übergangsweise selbst Leistungssätze festlegte.

### Messungen der Willkommens- und Anerkennungsbereitschaft
Einen Versuch zu messen, wie stark die Willkommens- und Anerkennungskultur in europäischen Staaten entwickelt ist, stellt der von der Europäischen Union entwickelte Migrant Integration Policy Index (MIPEX) dar. Während im Jahr 2015 Österreich vom MIPEX auf Rang 20 und die Schweiz auf Rang 21 eingestuft wurde, nahm Deutschland Rang 10 von 38 überwiegend europäischen Staaten ein. Damit stieß Deutschland erstmals in die Top 10 der teilnehmenden Staaten vor. Relativ gute Ergebnisse erzielte Deutschland im Jahr 2015 in den Bereichen „Zugang zur (deutschen) Staatsbürgerschaft“ (3/38) und „Arbeitsmarktmobilität“ (4/38). Immer noch relativ schlecht bewertet wurde Deutschland in den Bereichen „Familienzusammenführung“ (24/38), „Gesundheit“ (22/38), „Kampf gegen Diskriminierung“ (22/38), „Daueraufenthalt“ (19/38) und „Bildung“ (16/38).
Deutschland wurde laut Thomas Huddleston, Programmdirektor der Migration Policy Group, von anderen Ländern in der Integrationspolitik im Jahr 2015 als Vorbild gesehen. Die deutsche Politik habe es in den Jahren zuvor geschafft, zahlreiche Verbesserungen für Einwanderer umzusetzen, zum Beispiel die bessere Anerkennung ausländischer Abschlüsse. In anderen Industrieländern hingegen hätten rechtspopulistische Parteien die politische Agenda bestimmt und so Reformen blockiert. Deutschland war 2015 eines der wenigen Industrieländer, in dem sich die Einstellungen der Bevölkerung zu Integration verbesserten. 72 Prozent fanden, dass Nicht-EU-Bürger und Deutsche gleiche Rechte haben sollten (Stand: 2015).
Bei der Umsetzung der Ergebnisse der MIPEX-Studie in die Praxis sei es in Deutschland aus der Sicht des Jahres 2015 im Sinne einer Verbesserung der Willkommens- und Anerkennungskultur vorrangig erforderlich, den Familiennachzug von Menschen mit Migrationshintergrund und den Erwerb eines dauerhaften Aufenthaltsstatus durch sie zu erleichtern, ihre Gesundheit und Bildung zu verbessern sowie entschiedener Diskriminierungen auf der Grundlage der ethnischen Herkunft und der Religion zu bekämpfen.

### Maßnahmen

#### Bund, Länder und Gemeinden
Die Hauptaufgabe von Bund, Ländern und Gemeinden besteht darin, rechtliche Vorschriften zu ändern, die die Einreise, den Aufenthalt und eine Arbeitsaufnahme in Deutschland für diejenigen unnötig erschweren oder unmöglich machen, deren Arbeitskraft in Deutschland benötigt wird. Eine zentrale Rolle bei der Anerkennung von im Ausland erworbenen Berufsqualifikationen spielt das 2012 in Kraft getretene Gesetz zur Verbesserung der Feststellung und Anerkennung im Ausland erworbener Berufsqualifikationen (auch „Anerkennungsgesetz“ genannt). Als besonders absurd empfinden es viele, dass in Deutschland bereits anwesende Flüchtlinge im Regelfall eine ihrer Qualifikation entsprechende offene Stelle nicht besetzen dürfen.
Bund
Die Bundesministerien für Wirtschaft und Energie sowie für Arbeit und Soziales und die Bundesagentur für Arbeit betreiben gemeinsam die Website „www.make-it-in-germany.com/“, auf der Arbeit suchenden Ausländern wichtige Informationen vermittelt werden.
Das Bundesamt für Migration und Flüchtlinge (BAMF) bietet unter der Überschrift „Willkommen in Deutschland“ auf Deutsch, Englisch, Türkisch und Russisch vielfältige Informationen für Migranten, Flüchtlinge und andere Interessierte.
Das BAMF gab im Oktober 2016 in Kooperation mit der Kultusministerkonferenz (KMK), dem Deutschen Akademischen Austauschdienst (DAAD), dem Deutschen Studentenwerk (DSW) und der Hochschulrektorenkonferenz (HRK) eine Handreichung für Hochschulen und Studentenwerke über den Hochschulzugang und das Studium von Flüchtlingen heraus, die dazu dienen soll, „die gezeigte Willkommenskultur der deutschen Hochschulen und Studentenwerke weiter zu fördern“ und eine praxisnahe Orientierung zu ermöglichen. Sie richtet sich vorrangig an Menschen, die an deutschen Hochschulen, in den Studentenwerken oder in Beratungseinrichtungen tätig sind.
Länder 
Vom Land Berlin wurden „Willkommensklassen“ eingerichtet, in denen seit dem Schuljahr 2011/2012 ein Jahr lang solche Schüler einen Spezialunterricht erhalten, die sich erst seit Kurzem in Deutschland aufhalten und die kaum über Deutschkenntnisse verfügen. Offiziell werden die Klassen „Lerngruppen für Neuzugänge ohne Deutschkenntnisse“ genannt. „Willkommensklassen“ gibt es inzwischen auch in anderen Ländern Deutschlands und in Österreich.
Die Gewerkschaft Erziehung und Wissenschaft (GEW) gibt zu bedenken, dass „Willkommensklassen“ eigentlich dem Gebot sozialer Integration widersprechen. Kritiker benutzen in diesem Zusammenhang auch den Begriff „Ghettoklassen“. „Willkommensklassen“ seien, so die GEW, Kleinklassen, die hauptsächlich aus der Not heraus entstanden seien. Viele Schulen hätten kaum noch Kapazitäten und daher sehr große Klassenstärken. Schwierig sei es für die Lehrer, wenn dann auch noch viele Schüler einer Klasse zugeteilt seien, die kein Wort Deutsch verstünden. In solchen Fällen sei es oft besser, dass die ausländischen Kinder ohne Deutschkenntnisse zunächst in speziellen "Willkommens- oder Kleinklassen" Deutsch lernten. Die Verweildauer in diesen Klassen sei individuell unterschiedlich und abhängig davon, wie schnell der einzelne Schüler die deutsche Sprache lerne. Wenn die Deutschkenntnisse ausreichend seien, könne jeder Schüler einer „Willkommensklasse“ in eine wohnortnahe Schule umgeschult werden.
Seit dem Wintersemester 2015/2016 bietet die Leuphana Universität Lüneburg in Zusammenarbeit mit der „Willkommensinitiative Lüneburg“ ein aus einem Projektseminar „Nachhaltigkeitshumanwissenschaften-Soziale Entwicklung“ hervorgegangenes Seminar für Erstsemester und für Menschen an, die in ihrer Heimat bereits studiert oder gearbeitet haben, die aber aufgrund fehlender Aufenthaltsgenehmigung nicht an deutschen Universitäten studieren oder lehren dürfen.
Gemeinden
Aufgaben einer kommunalen Willkommenskultur sind:
- die Bekämpfung von Vorurteilen und von Diskriminierung sowie die Förderung von Toleranz und Wertschätzung von Vielfalt (durch Ansprache von Individuen)
- die Förderung von Begegnungen zwischen Alteingesessenen und Zuwanderern sowie die Bereitstellung und Schaffung von Gelegenheiten und Räumen für Begegnungen (auf der Ebene der interpersonalen Beziehungen)
- die interkulturelle Öffnung von Organisationen und Institutionen sowie die Förderung von interkulturellen Kompetenzen von deren Mitgliedern
- die potenzialorientierte und wertschätzende Kommunikation von Zuwanderung und Vielfalt sowie die Förderung von Migrantenorganisationen und kulturellen Initiativen von Zuwanderern (Gestaltung des gesellschaftlichen Rahmens)[83]

Viele Kommunen reagieren auf das Risiko, dass Bewohner eines Wohngebiets auf Pläne zur Ansiedlung von Flüchtlingen in ihrer unmittelbaren Nachbarschaft mit Protesten reagieren, in der Form, dass sie Flüchtlingsunterkünfte in die Planungen von Neubaugebieten einbeziehen. Wer dorthin zieht, zeigt sich damit von vornherein mit der Anwesenheit seiner neuen Nachbarn einverstanden.
Viele Kommunen unterstützen den Einsatz von Ehrenamtlichen oder Hauptamtlichen Lotsen, Mentoren oder Paten, die bei der Herstellung von Teilhabe am gesellschaftlichen Leben helfen sollen.

#### Privatbetriebe und Bildungseinrichtungen
Das Bayerische Staatsministerium für Wirtschaft, Infrastruktur, Verkehr und Technologie gibt Firmen Hinweise, wie diese ausländische Arbeitskräfte für sich anwerben und halten können. Dabei spielt eine innerbetriebliche Willkommenskultur eine zentrale Rolle. Konkret schlägt das Ministerium vor:
- Begrüßungsveranstaltung zum gegenseitigen Kennenlernen
- Unterstützung im Betrieb oder außerhalb – am besten durch eine feste Ansprechperson, beispielsweise bei der Erledigung von Behördengängen
- Trainingsphase zur Einarbeitung, zur schnelleren Orientierung in den betrieblichen Prozessen, zur Identifikation mit dem Unternehmen
- Andere Essgewohnheiten beim Essensangebot in der Kantine berücksichtigen
- Besonderheiten aufzeigen, beispielsweise rechtlicher Art, wie die Regelungen des Betriebsverfassungsgesetzes oder des Allgemeinen Gleichbehandlungsgesetzes
- Teambildende Maßnahmen und gemeinschaftliche Angebote im Betrieb, um Enttäuschung und Vereinsamung zu vermeiden
- Interkulturelle Kompetenzen fördern, beispielsweise Hinweise zum Umgang mit Kollegen und Geschäftspartnern geben
- Sprachkenntnisse fördern und dafür Freiraum schaffen.[86]

Als Beitrag zu einer Verbesserung der Anerkennungskultur fördert das Deutsche Studentenwerk in Zusammenarbeit mit der Stiftung Mercator die Aufnahme eines Studiums von Hochschulzugangsberechtigten mit einem Migrationshintergrund, insbesondere der Bildungsinländer unter ihnen. Dadurch soll vor allem der Nachteil ausgeglichen werden, dass viele von ihnen in einem „bildungsfernen“ Haushalt aufgewachsen sind.
Musikschulen und -akademien führen Musikprojekte und Initiativen durch, die ein gemeinsames Musizieren ermöglichen, und dies selbst dann, wenn die Teilnehmer keine gemeinsame Sprache sprechen. Dabei werden nicht nur einheimische Flüchtlingshelfer tätig, sondern auch geflüchtete Musiker.
Das Hamburger Konservatorium schuf Gelegenheiten für ein gemeinsames Musizieren von Kindern einer Erstaufnahmeeinrichtung und Kindern des Kinderorchesters des Konservatoriums. Diese Musikprojekte, die teils durch das Bundesministerium für Bildung und Forschung finanziert werden, sollen die Lebensfreude der Kinder stärken und durch Musik eine Hilfe beim Leben mit traumatisierenden Fluchterfahrungen und eine intensive Sprachförderung bieten. Auch der Verband deutscher Musikschulen stellt beispielhaft mehrere Projekte und Initiativen der öffentlichen Musikschulen vor.
Der Deutsche Musikrat sprach 2015 davon, dass „Hunderte von Willkommenskonzerten, musikpädagogischen Angeboten und musikalischen Integrationsprojekten im ganzen Land“ die alle Sprachgrenzen überwindende Kraft der Musik deutlich machten. Die Willkommenskultur sei ein Dialog, und die Musik als nicht-sprachliche Kommunikation habe darin eine einzigartige Rolle. Besonderer Raum gebühre der Förderung von musikalischen Projekten mit Kindern und Jugendlichen. Die Deutsche Chorjugend (DCJ), die den Bundesverband der Kinder- und Jugendchöre im Deutschen Chorverband bildet, betont die Bedeutung des Singens im Chor und fordert, soziale Randbedingungen der Chorarbeit in der Ausbildung von Chorleitern stärker zu berücksichtigen.

#### Bürgerschaftliches Engagement

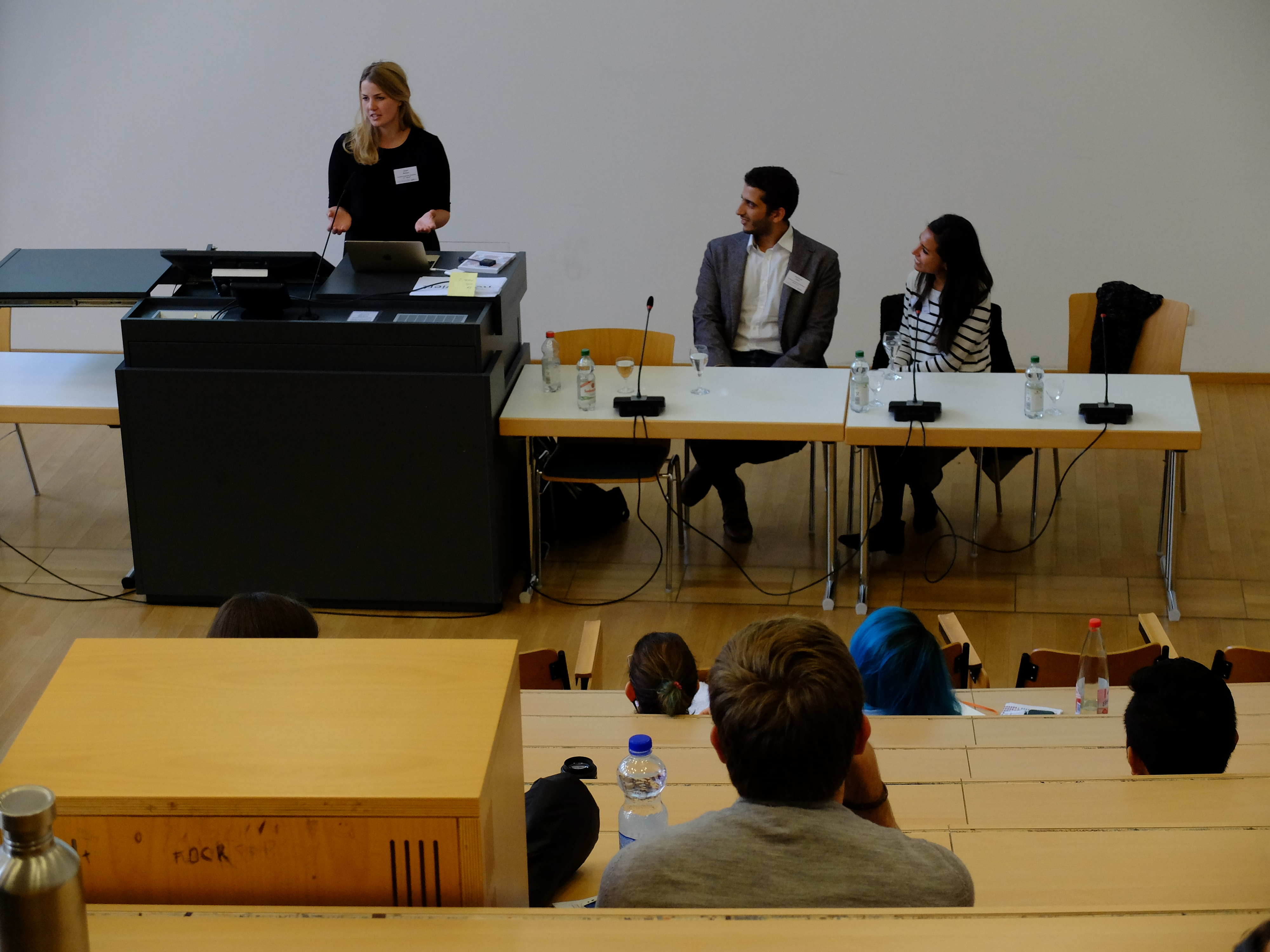
academic experience worldwide, eine Initiative für akademisch gebildete Flüchtlinge, auf dem Soziologenkongress 2016 in Bamberg

Ehrenamtliche, darunter sehr viele Frauen, übernehmen eine Vielzahl von Aktivitäten, mit denen sie Flüchtlingen helfen wollen. Im November 2015 waren dies: Behördengänge (49,6 %), Sprachunterricht (43,7 %), Übersetzung (36,2 %), Sozialberatung (34,1 %), Beziehung zu Behörden (32,5 %), Wohnungssuche (29 %), Integrationsberatung (26 %), Fahrdienste (20,7 %), Nachhilfeunterricht (17,7 %), medizinische Betreuung (11,4 %) und psychologische Betreuung (10,9 %).
Die Amadeu Antonio Stiftung und Pro Asyl mahnen: „Selbst wenn nicht alle Bewohnerinnen und Bewohner mit der Ankunft der Flüchtlinge sympathisieren“, müsse es erreicht werden, deutlich zu machen, „dass die allgemeine Stimmung vor Ort Rassismus ächtet“.
In Dresden, das als Ursprung der fremdenfeindlichen Pegida-Bewegung gilt, bemühen sich Bürger darum, zu zeigen, dass es auch in dieser Stadt eine Willkommenskultur gibt.
Auch in Tröglitz, einem Brennpunkt rechtsextremer Aktivitäten in Sachsen-Anhalt, bemühten sich Einwohner, der Öffentlichkeit deutlich zu machen, dass ihnen Flüchtlinge willkommen sind. Unmittelbar vor dem Brandanschlag auf das geplante Flüchtlingsheim stellte die Hannoversche Allgemeine Zeitung fest, dass bei einer Bürgerversammlung, an der etwa 500 Tröglitzer teilnahmen, der „Beifall für Befürworter der Unterbringung […] deutlich stärker als das Klatschen für Bedenkenträger und Gegner“ ausgefallen sei. Markus Nierth, zurückgetretener Ortsbürgermeister von Tröglitz, hatte am 6. März 2015 appelliert: „[O]hne den ‚Aufstand der Anständigen‘, der bisher schweigenden Mitte und Menge, wird sich, wie befürchtet, die Herzenskälte der Menschen- und Fremdenfeindlichen weiter breitmachen.“
Ein 2016 veröffentlichter Themenreport der Phineo gAG hob das Engagement von Unternehmen, Stiftungen, Privatpersonen und Migrantenorganisationen für Flüchtlinge hervor und betonte die Bedeutung der Vernetzung der Akteure untereinander. Unternehmen engagierten sich, indem sie bezahlte Freistellungen oder Pro bono Leistungen gewähren, Gebäude oder Grundstücke zur Verfügung stellen, öffentlich Stellung nehmen und ein interkulturelles Miteinander im Unternehmen und in der Region fördern. Projekten sei es zwar oft möglich, Finanzierungslücken durch Mitgliedsbeiträge und Spenden zu schließen, das langfristige Engagement von Ehrenamtlichen setze aber eine vernetzte und qualifizierte Zivilgesellschaft voraus, deren Angebote staatliches Handeln einforderten und ergänzten. Bezüglich des Engagements von Privatpersonen hob Phineo verschiedene Arten von Beiträgen hervor, darunter:
- das Engagement in Bildungs- und Medizinprojekten und in Wohn- und Betreuungsprojekten
- die Förderung des interkulturellen Trainings sowie der Qualifizierung, Vernetzung und Weiterbildung der Beteiligten
- die Übernahme von Kosten für die juristische Beratung und für Übersetzer bzw. Dolmetscher
- das Angebot an Begegnungsräumen und die Unterstützung für mobile Angebote in den Unterkünften
- das Angebot an Deutschkursen und Lehrmaterialien
- die Gewährung von Sachspenden für ehrenamtliche Initiativen
- die Förderung von Begegnungsveranstaltungen und Ideen aus Kunst, Kultur und Musik zu Flucht, Vertreibung, Rechtsextremismus und Rassismus

Als Qualitätskriterien für wirksames Engagement nannte der Phineo-Themenreport die Bedarfsorientierung, Qualifizierung, Einbindung von Ehrenamt, Partizipation, Vernetzung und Begegnung.
Zur Koordination der Helfer, die sich im Zuge der Flüchtlingskrise engagieren wollten, wurde die Online-Community GoVolunteer gegründet. Die drei Startups GoVolunteer, HelpTo und ichhelfe.jetzt arbeiteten ab 2016 in Form der Helfer-Allianz zusammen, um digitale Angebote für ehrenamtliches Engagement effizienter zu vernetzen. Ein wesentliches Element des bürgerschaftlichen Engagements ist es, auch Geflüchtete selbst als Freiwillige einzubeziehen, beispielsweise im Rahmen des Bundesfreiwilligendienstes. Die Bundesarbeitsgemeinschaft für Freiwilligenagenturen (bagfa) startete im Juni 2016 mit Unterstützung des BAMF das Modellprojekt „Das Engagement von und mit Flüchtlingen stärken“, das durch mehrere Freiwilligenagenturen umgesetzt wird, bis April 2019 gefördert werden soll und die Vermittlung von Geflüchteten in die Freiwilligenarbeit unterstützen soll.
Im April 2019 forderte Bremens Sozialsenatorin Anja Stahmann zusammen mit Ministern der Länder Berlin, Brandenburg und Nordrhein-Westfalen den Finanzminister auf, Integration als gemeinnützigen Zweck in die Abgabenordnung aufzunehmen.

### Ausländische Sichtweisen
Die englische Tageszeitung The Guardian unterscheidet zwei Bedeutungen des Begriffs Willkommenskultur:
1. Ursprünglich sei der Begriff ein Alarmsignal gewesen, das Menschen aus dem Ausland nach Deutschland locken sollte, um den großen Mangel an Fachkräften auszugleichen, insbesondere in dünn besiedelten Gebieten Deutschlands.
2. Seit dem Beginn der Flüchtlingskrise in Europa 2015 werde der Begriff benutzt, um für Hilfeleistungen für die Hunderttausenden nach Deutschland kommenden Flüchtlinge zu werben.[111]

Die französische Tageszeitung Libération fügt hinzu, dass das Wort „Willkommenskultur“ ursprünglich schon vor Jahrzehnten in der Tourismusbranche entstanden sei. Nach dieser Auffassung wäre „Willkommenskultur“ auch eine Eindeutschung des Fachbegriffs Hospitality Management.
Die New York Times vermutete im September 2015, dass es der damaligen Bundeskanzlerin Angela Merkel darum gegangen sei, das Fundament für weitere Gruppen „neuer Deutscher“ zu legen, nämlich der Syrien-Deutschen, der Irak-Deutschen und der Afghanistan-Deutschen.

### Kritik
Die Kritik an dem Begriff „Willkommenskultur“ zielt auf verschiedene Sachverhalte ab: Es wird kritisiert, dass Willkommensbekundungen in einem problematischen Bedeutungszusammenhang stünden (Konnotation) und dass die Sprecher bzw. Schreiber mehr versprächen, als sie (auch bei gutem Willen) halten könnten. Ferner seien die Bekundungen nicht ernst gemeint oder ideologisch begründet. Auch stelle sich die Frage, inwieweit die Art, wie die Willkommenskultur in Deutschland praktiziert werde, verfassungskonform sei.

#### Sprachgebrauch
Die Neue Zürcher Zeitung kritisierte im Oktober 2015, der Begriff sei verlogen und schaffe weder eine neue Realität, noch ändere ein solcher Slogan das menschliche Verhalten. Andererseits würden Ängste geweckt, die politisch instrumentalisiert werden können.
Für Reinhard Mohr ist das Wort „Willkommenskultur“ eine von den „Schaumgummi-Vokabeln“, die die „freie Anschauung der vielfältigen und konfliktreichen Wirklichkeit apriori standardisieren und vereinheitlichen“ sollen, „die rein begriffliche Beschwörung einer schönen neuen Welt, in der nur Böswillige und hoffnungslos Rückständige den gesellschaftlichen Frieden stören“.

Übersetzungen des Wortes „Willkommen“ findet man an vielen Orten, die von Ausländern oder Touristen besucht werden, um Menschen aller Nationalitäten willkommen zu heißen.

Ein anderer Sprachkritiker, Bastian Sick, merkt an: „Wer ‚Herzlich Willkommen!‘ schreibt, denkt oft schon an ‚Auf Wiedersehen!‘. Bei Letzterem ist es nämlich richtig [anders als bei der Floskel: „Herzlich willkommen!“, in der „willkommen“ ein nicht substantiviertes Adjektiv ist], das zweite Wort großzuschreiben, da es sich um ein substantiviertes Verb handelt: ‚Auf Wiedersehen‘ ist die Kurzform von ‚Auf ein Wiedersehen‘.“ Es stellt sich also die Frage, ob in dem „gut Angekommenen“ (vgl. französisch: «le bien venu»), also dem, dessen Ankunft positiv bewertet wird, ein „Gast“ gesehen wird, von dem man annimmt, dass er Deutschland bald wieder verlassen wird (vgl. auch den irreführenden Begriff „Gastarbeiter“ als Bezeichnung für Arbeitsmigranten). Naika Foroutan bestätigt den Verdacht, dass eine reine Willkommenskultur ohne Anerkennungskultur ermögliche, dass „wir dann weiter in der Rolle des Gastgebers agieren können.“
Auch Alexander Kissler verweist darauf, dass sich das Wort „Willkommen“ nur auf den kurzen Vorgang des Kommens beziehe, also keinen sich verstetigenden Zustand bezeichnen könne: „Willkommen, daran erinnert das Grammatisch-kritische Wörterbuch von Adelung, willkommen meint ‚bei der Ankunft angenehm, angenehm in Ansehung der Ankunft‘. Nur stationär lässt sich der Ausdruck sinnvoll verwenden, nur im Moment. ‚Willkommen!‘ ist Ausdruck eines Auftakts und unmöglich ins Rasterbett einer Kultur zu zwingen.“ Denn „Kultur ist Inbegriff des Nachhaltigen, ist, was Menschen im Wechsel der Gezeiten kontinuierlich tun, wenn sie das Feld des Geistes oder der Natur bestellen. Wer nachhaltig willkommen heißen will, wird zur komischen Figur, zum dicken Vetter, der an der Pforte steht und immer noch ‚Grüß Gott!‘ sagt, wenn da längst keiner mehr ist.“
Die mangelnde Präzision des Begriffsinhalts wird von einigen Kritikern positiv bewertet. Bei der Benutzung des Begriffs Willkommens- und Anerkennungskultur entstehe eine „sinnvolle Unschärfe“: Letztlich sei es oft nicht erforderlich, mehr als „eine gewisse Grundhaltung der Offenheit und Akzeptanz gegenüber Migranten“ zu signalisieren.

#### Rolle der Medien
Eine Studie der Hamburg Media School kam 2017 nach Auswertung mehrere Tausend Artikel überregionaler und regionaler Tageszeitungen aus dem Zeitraum von Februar 2015 bis März 2016 zu dem Ergebnis, die Berichterstattung deutscher Zeitungen habe zu Beginn der Flüchtlingskrise unkritisch und geschlossen die Politik von Bundeskanzlerin Merkel unterstützt. Sie hätten sich „Losungen der politischen Elite“ und eine „euphemistisch-persuasive Diktion“ des Begriffs der Willkommenskultur zu eigen gemacht und diese verbreitet. So sei „Willkommenskultur zu einer Art Zauberwort verklärt“ worden, „mit dem freiwillig von den Bürgern zu erbringende Samariterdienste moralisch eingefordert werden konnten“. Der Leiter der Studie Michael Haller erklärte, ein großer Teil der Journalisten habe dabei seine Berufsrolle verkannt und die aufklärerische Funktion der Medien vernachlässigt.

#### Reichweite des Willkommensversprechens
Klaus Bade kritisierte im Dezember 2013: „Bei der ubiquitären Willkommenskultur-Rhetorik mit ihren vielen Verbesserungsvorschlägen geht es in Wirklichkeit meist um die zweifelsohne überfällige Willkommenstechnik bei Behörden. Aber es geht noch lange nicht um die nötige Wende zu einer gesellschaftlichen und insbesondere kollektivmentalen Willkommenskultur im Land.“ Denn „Deutschland war lange ein in seiner Selbsterkenntnis verspätetes Einwanderungsland wider Willen. Es litt an der aus der defensiven Erkenntnisverweigerung seiner politischen Eliten resultierenden realitätsfernen Selbstdefinition als Nicht-Einwanderungsland.“
Für den „Spiegel“ ist die entscheidende Frage, „wie viel Diversität die deutsche Gesellschaft am Ende wirklich“ aushalte. In Sachen „Willkommenskultur“ stellen die Autoren fest: „Einwanderer werden in Deutschland weiterhin entweder als Armutsmigranten abgetan oder gefürchtet oder von der Wirtschaft als schnelle, billige Lückenfüller für den Arbeiter- und Fachkräftemangel missverstanden. Viel Gutes kann aus solchen verkürzten Blickweisen nicht folgen.“
Georg M. Hafner von der Jüdischen Allgemeinen stellte im April 2015 einerseits fest: „Ausländerfeindlichkeit und Antisemitismus stecken in einem Zwölfjahrestief.“ Das bedeute aber andererseits, „dass im Westen der Republik im Schnitt 20 Prozent der Bürger ausländerfeindlichen Aussagen zustimmen. […] In Sachsen-Anhalt sind sogar mehr als 40 Prozent fremdenfeindlich.“ Hafner fragt sich: „Wie sähen die Zahlen erst aus, sollte das Land nicht mehr so prosperieren wie derzeit und Sündenböcke brauchen?“ Laut einer vom 2. bis zum 4. Februar 2016 erhobenen Umfrage von YouGov würden es 29 Prozent der in Deutschland Befragten für gerechtfertigt halten, wenn unbewaffnete Flüchtlinge mit Waffengewalt am Grenzübertritt gehindert würden. Für nicht gerechtfertigt hielten dies 57 Prozent.
Dirk Kurbjuweit weist darüber hinaus darauf hin, dass es eine Dichotomie zwischen Rechten und Rechtspopulisten einerseits und Anhängern einer Willkommens- und Anerkennungskultur andererseits nicht gebe. Nach Kurbjuweit habe die Wahlbeteiligung bei der Oberbürgermeisterwahl der Stadt Köln am 18. Oktober 2015 nur 40,28 Prozent betragen. Das Attentat einen Tag zuvor auf die Kandidatin Henriette Reker, die vor der Wahl bei der Stadt Köln u. a. für die Belange von Flüchtlingen zuständig war, habe die Kölner nicht mobilisiert. Diesen Sachverhalt verallgemeinert Kurbjuweit zu der These, dass Deutschland sich in drei Gruppen gespalten habe: „Es gibt eine radikal migrationsfeindliche Minderheit, eine radikal migrationsfreundliche Minderheit und eine breite Masse, die skeptisch oder indolent ist.“ Auch die von Kurbjuweit angeführte „dritte Gruppe“ schwächt den Einfluss der Anhänger einer Willkommens- und Anerkennungskultur.
Der These, wonach 2016 die Gegner der Willkommenskultur flächendeckend gegen deren Befürworter gesiegt hätten, widersprach im April 2016 Georg Cremer, Geschäftsführer der Caritas: „Das ehrenamtliche Engagement ist so hoch wie im Sommer [2015], aber in der medialen Wahrnehmung wurde im Sommer einseitig auf die Willkommenskultur, heute mehr auf die erschreckenden Ereignisse fokussiert.“

#### Ernsthaftigkeit und Nachhaltigkeit der Willkommensbeteuerung
„Willkommenszentren“
Insbesondere im Zusammenhang mit geplanten „Willkommenszentren“ für Flüchtlinge, die auf Vorschlag europäischer Politiker außerhalb der Europäischen Union (etwa in Nordafrika) errichtet werden sollen, unterstellen viele Kritiker, dass es gar nicht darum gehe, Flüchtlinge bereits vor der Fahrt übers Mittelmeer „willkommen zu heißen“, sondern darum, im Gegenteil den Zustrom von Flüchtlingen nach Europa einzudämmen. Derartige Zentren stehen auch unter den Begriffen „Asylzentren“, „Auffanglager“ oder „Aufnahmezentren in Nordafrika“ (siehe: Sichere Wege nach Europa) in der politischen Diskussion.
Angeblich fehlende „Verabschiedungskultur“
Am 12. September 2015 stellte der Chemnitzer Pfarrer Matthias Dreßler, zugleich Landesinspektor des Landesverbandes Landeskirchlicher Gemeinschaften in Sachsen, die Forderung auf, die Willkommenskultur müsse um eine „Verabschiedungskultur“ für diejenigen, die aus fragwürdigen Gründen nach Deutschland gekommen seien, ergänzt werden.
Ingbert Liebing, Vorsitzender der schleswig-holsteinischen CDU und Bundesvorsitzender der kommunalpolitischen Vereinigung der Union, griff am 21. September 2015 diese Forderung auf. Liebing zufolge sollten Kamerateams nicht nur Flüchtlinge an der Grenze bei der Einreise zeigen, sondern „auch zeigen, wenn ein Bus in die andere Richtung fährt“. Für die Forderung von „Schau-Abschiebungen“ wurde Liebing von dem Vorsitzenden des DGB Schleswig-Holstein heftig kritisiert: „Von einem Christdemokraten erwarte ich Nächstenliebe, humanistische Werte und politische Vernunft.“
Hilfsbereitschaft gegenüber Flüchtlingen als Modeerscheinung
Der Philosoph Wolfram Eilenberger fragte 2016: „Wo war all die Energie, bevor die Flüchtlinge kamen? Wo floss sie hin? Und nicht zuletzt: Wie lange wird sie noch sprudeln?“
Die deutsch-türkische Journalistin Candan Six-Sasmaz hatte 2015 den Verdacht, dass die Fixierung auf Flüchtlinge im Jahr 2015 zu diesem Zeitpunkt „in“ gewesen sei. Sie fragte sich: „Warum sind wir urplötzlich so nett zu Menschen, denen wir das Label ‚Flüchtlinge‘ anheften können (oder eben nicht)? Was sagt das über uns? Sind wir ergriffen von unserer eigenen Hilfsbereitschaft? Machen wir mit, weil es in ist, sich für Flüchtlinge zu engagieren? Weil wir uns als Teil der Helfer-Gemeinschaft gut und zugehörig fühlen? Und warum ignorieren wir andere Menschen in Not? Den Obdachlosen in der Fußgängerzone? Das merkwürdig verstörte Mädchen in der Nachbarschaft? Warum haben wir den Flüchtlingen letztes Jahr nicht geholfen? Und werden wir das nächstes Jahr noch tun?“ Hintergrund der Fragen ist der Umstand, dass Six-Sasmaz, die seit Geburt in Deutschland lebt, als vermeintlichem Flüchtling eine Aufmerksamkeit und Hilfsbereitschaft zuteilwurde, wie sie sie in ihrem bisherigen Leben als bloßer Mensch mit Migrationshintergrund nie erfahren hatte.
Im Juli 2018 kritisierte der „Stern“, dass einst willkommene Helfer, auch von Verantwortung tragenden Politikern, als Teil einer „Anti-Abschiebe-Industrie“ diffamiert würden.

#### Paternalistische Grundhaltung
Bahareh Sharifi kritisiert die „paternalisierenden“ Elemente der Willkommenskultur. Ein Recht auf Selbstorganisation werde Geflüchteten oftmals auch von vielen derer aberkannt, die Ankömmlinge demonstrativ willkommen heißen. Auch in einigen Flüchtlingshelfer-Netzwerken seien Ansätze von Bevormundung zu finden. So hätten einige Helfer vorgeschlagen, Flüchtlingen eine Schulung in Sauberkeit und Hygiene zu geben. Andere hätten sich darüber beschwert, dass Flüchtlinge gespendete Kleider weiterverkauft hätten. Die Beschwerdeführer empfänden das als undankbar.
Das Recht auf Bewegungsfreiheit, der freien Wahl der Behausung, die Entscheidung über die Aufnahme einer Lohnarbeit, die Möglichkeit der politischen Partizipation und Zugänge zu Bildung wollten Flüchtlinge (Sharifi zufolge berechtigterweise) für sich in Anspruch nehmen. Gruppen, die ein „Bleiberecht für alle“ fordern, kritisieren, dass, „[w]ährend die Möglichkeit, in Europa zu leben, für Angehörige der westlichen Staaten eine Selbstverständlichkeit ist, […] anderen Menschen dieses Privileg nur gnädiger Weise zugesprochen“ werde, „wenn sie entweder aus einem anerkannten Kriegsgebiet kommen oder wirtschaftlichen Nutzen bringen.“ Diese Haltung bewertet der Flüchtlingsrat Niedersachsen als „zynisch“ und „rassistisch“.

#### Gefährdung der Leistungsfähigkeit des Sozialstaats und von Hilfsorganisationen
In Städten mit einem großen Mangel an Unterkünften wird eine Konkurrenz zwischen verschiedenen Gruppen Bedürftiger beobachtet, insbesondere zwischen Flüchtlingen und Obdachlosen. Letztere beschwerten sich über eine Benachteiligung und den Rückgang von Leistungen, auf die sie bislang Anspruch zu haben glaubten. In Berlin mussten auf dem Höhepunkt der Flüchtlingskrise wegen der Notwendigkeit, Flüchtlinge unterzubringen, jeden Tag 350 Menschen abgewiesen werden, die in einer Notunterkunft übernachten wollen. In vielen Kommunen wurde befürchtet, dass es im Winter 2015/2016 eine steigende Zahl an Kältetoten geben würde.
Im Februar 2018 beschloss die Essener Tafel, nur noch Bedürftige mit deutscher Staatsangehörigkeit neu in ihre Kundenliste aufzunehmen. Begründet wurde diese Maßnahme damit, dass der Anteil der Migranten zuletzt auf etwa drei Viertel angestiegen sei und dass sich deshalb seit 2016 vor allem ältere Tafel-Nutzerinnen sowie alleinerziehende Mütter von fremdsprachigen jungen Männern in der Warteschlange abgeschreckt gefühlt hätten. Da Tafeln keine staatlichen oder kommunalen Einrichtungen sind, besteht für niemanden ein Rechtsanspruch darauf, in den Genuss von Leistungen einer Tafel zu gelangen. Einer Umfrage von „Migazin“ zufolge hielten im Februar 2018 47 Prozent der Befragten die Entscheidung der Essener Tafel für falsch, aber ebenfalls 47 Prozent für richtig.

#### Infragestellung der rechtsstaatlichen Grundlage der Willkommenskultur
In der „Wirtschaftswoche“ stellte Dirk Meyer Ende Oktober 2015 fest, dass es „[n]ach europäischem und nationalem Recht […] keinen Flüchtling an einer deutschen Festlandsgrenze mit Recht auf Asyl“ geben könne, weil „gemäß Art. 16a Abs. 2 Grundgesetz Asylschutz nicht beanspruchen“ kann, „wer aus einem Mitgliedstaat der Europäischen Gemeinschaften […] einreist“. Folglich seien Flüchtlinge „unerlaubt eingereiste Ausländer“, die an der deutschen Außengrenze „zurückzuschieben“ seien, da Anträge auf politisches Asyl bei den Behörden derjenigen Länder gestellt werden müssten, in denen die Flüchtlinge erstmals das Territorium der EU betreten. Die hohe Zahl nach Deutschland ziehender Flüchtlinge bewertet Meyer als „das Ergebnis eines illegalen Zusammenspiels verschiedener europäischer Mitgliedstaaten und der deutschen Regierung.“
Tatsächlich werden Flüchtlinge, die Deutschland erreichen, nicht sofort ausgewiesen, sondern in Erstaufnahmeeinrichtungen aufgenommen. Nach Angaben des BAMF im Herbst 2015 gebe es keine Rechtsgrundlage, Flüchtlinge am Verlassen einer Erstaufnahmeeinrichtung zu hindern. Obwohl eine Nicht-Registrierung von Flüchtlingen diese um ihnen zustehende Geld- und Sachleistungen bringt, haben im Oktober/November 2015 in Niedersachsen 700 von 4000 in Notunterkünften untergebrachten Flüchtlingen diese ohne Registrierung verlassen. Wer sie waren, wo sie sich aufhielten bzw. ob sie sich Ende 2015 noch in Deutschland aufhielten, war damals offiziell nicht bekannt. Nicht-registrierte Flüchtlinge, die von der Polizei aufgegriffen werden, gelten zwar als illegale Einwanderer, wurden aber auf dem Höhepunkt der Flüchtlingskrise auch in diesem Fall nicht abgeschoben, sondern erneut einer Registrierung zugeführt.

#### Mangelnde demokratische Legitimation einer vom Staat vorgegebenen Willkommenskultur
Kritisiert wird eine Top-down-Politik, durch die eine Willkommenskultur „von oben“ angeordnet wird, ohne dass direkt gewählte Volksvertreter in den Willensbildungsprozess in Form von Abstimmungen einbezogen würden. Diese Kritik bezieht sich vor allem auf die Flüchtlingspolitik des Kabinetts Merkel III.
Am 7. Januar 2016 wurde im Stern der folgenden „Zwischenruf“ Hans-Ulrich Jörges’ veröffentlicht: „Die deutsche Flüchtlingspolitik darf nicht Parteitagen und Klausurtagungen überlassen bleiben. Nicht einmal dem Kanzleramt oder der Regierung allein. Die einschneidendste Veränderung Deutschlands seit der Wiedervereinigung, die das Volk tief gespalten hat, bedarf zumindest der Billigung, so weit irgend möglich gar der Gestaltung durch die Volksvertretung, den Deutschen Bundestag. Daran aber fehlt es.“
Diese Sichtweise wurde 2016 im Wesentlichen von dem damaligen bayerischen Finanzminister Markus Söder geteilt: „Der fundamentale Kurswechsel in der Flüchtlingspolitik war eine Entscheidung der Bundeskanzlerin und des SPD-Vorsitzenden. […] Aber der Bundestag ist nie gefragt worden, ob er die dauerhafte Fortsetzung des Ausnahmezustandes will. […] Als Option bleibt, dass der Freistaat Bayern Klage gegen den Bund einreichen könnte. Das Gutachten des früheren Verfassungsrichters Udo Di Fabio hat unsere Auffassung bestätigt, dass eine Politik der offenen Grenzen nicht von Recht und Gesetz gedeckt wird.“ Am 10. Mai 2016 erklärte die bayerische Landesregierung, dass sie vorerst keine Verfassungsbeschwerde einlegen wolle.
Die AfD in Baden-Württemberg verabschiedete bereits im Oktober 2015 auf ihrem Landesparteitag in Horb ihr Wahlprogramm für die Landtagswahl am 13. März 2016. In diesem ist eine fundamentale Kritik der angeblich herrschenden „Willkommensdiktatur“ zu finden: „Die AfD […] ist die einzige demokratische Kraft, die dem schrankenlosen Einwanderungswahn und der Willkommensdiktatur der Altparteien widersteht und auch auf diesem Gebiet wirkliche Opposition leistet.“
Auch Bassam Tibi sprach im August 2016 von einer „Tyrannei der Willkommenskultur“. Da es in Deutschland, anders als in anderen westlichen Staaten, keine "Debating Culture" gebe, würden Kritiker der Merkel'schen Politik wie „Abweichler“ vom „alternativlosen“ politischen Kurs behandelt.

## Langzeitbilanz 2014–2021
Der Geschäftsführer der UNO-Flüchtlingshilfe, Peter Ruhenstroth-Bauer, erklärte am 24. Januar 2019, dass die Willkommenskultur in Deutschland immer noch lebendig sei.
In einem zweijährigen Turnus erscheint die Langzeitstudie „Zugehörigkeit und Gleichwertigkeit (ZuGleich)“ der Universität Bielefeld. Die Auswertung der Daten zeigt, dass die Zustimmung zu einer Willkommenskultur von 2014 bis 2018 leicht gesunken ist, von 2018 bis 2020 aber deutlich zugenommen hat (Zustimmung: 2014: 40 %, 2016: 39 %, 2018: 37 %, 2020: 55 %). Die meisten Befragten begrüßten es 2020, wenn Einwandernde sich für Deutschland entscheiden. Mehr als die Hälfte der Befragten (62 %) freuten sich, dass Deutschland vielfältiger und bunter werde; jede fünfte befragte Person lehnte das hingegen ab. Zwei Drittel der Befragten ohne Migrationsgeschichte äußerten die Erwartung, dass Migranten sich mehr an die Deutschen anpassen sollten und nicht umgekehrt. Die „taz“ gibt zu bedenken, die Bielefelder Studie zeige auch, dass viele Befragte sich wünschten, dass „religiöse und kulturelle Vielfalt am besten unsichtbar bliebe“ und dass „neu Hinzugekommenen […] weniger zu[stehe] als denen, die schon länger im Land lebten.“ Jeder Dritte der 646 Befragten mit Einwanderungsgeschichte habe angegeben, wegen seiner Herkunft „oft oder sehr oft beleidigt zu werden“. Mehr als jeder Vierte gab an, oft oder sehr oft rassistisch beschimpft zu werden.
In seiner Bilanz „Fünf Jahre deutsche Willkommenskultur“ bescheinigte Christian Jakob („taz“) Deutschland, „Weltmeister der Verzerrung“ zu sein.
Die Situation 2015 verdiene weder besonderes Lob noch besonderen Tadel.
- Die Belastung der Nachbarstaaten von Ländern mit ausgeprägten Fluchtanreizen sei erheblich größer gewesen als die Deutschlands, dessen Hilfeleistungen also keineswegs „weltweit erstmalig und einmalig“ gewesen seien.
- Auch die Umstände, die dazu geführt hätten, dass Bundeskanzlerin Merkel nachhaltig zu einer Hassfigur für die Gegner ihrer Flüchtlingspolitik geworden sei, seien nicht von langer Dauer gewesen. Bis 2020 sei „Deutschland die treibende politische Kraft der Versuche“ gewesen, „Flucht nach Mitteleuropa auf eine gering dosierte staatliche Umsiedlung, das Resettlement, zu beschränken.“

Ende 2017 habe, so Jakob, das Allensbach-Institut festgestellt, dass 11 Prozent der über 16-Jährigen in Deutschland sich aktiv in der Flüchtlingshilfe engagieren. Tatsächlich gebe es bis 2020 „in fast jeder Kleinstadt – auch im Osten – Flüchtlingsinitiativen.“ Sie seien „ein wichtiges gesellschaftliches Korrektiv gegen den Rechtsruck und Populismus, unempfänglich für Verhetzung durch ihre persönliche Beziehungen zu den Flüchtlingen.“

Jakob bewertet die aktuelle Sichtweise vieler Helfer als zu pessimistisch: „Geradezu fixiert schauen viele der HelferInnen […] heute auf die Toten im Meer, die Internierten in den Lagern, die Asylrechtsverschärfungen, die Abschiebungen. Die eigenen, ermutigenden Leistungen vermögen sie darüber oft kaum noch wahrzunehmen.“

## Diskurs ab 2022
Im Kontext der Flüchtlingskrise um 2015 waren die EU-Staaten Polen, Tschechien und Ungarn scharf dafür kritisiert worden, dass sie sich weigerten, die Kontingente an Geflüchteten aufzunehmen, die sie laut Beschluss der EU hätten aufnehmen müssen.
Bis zu 160.000 Asylbewerber hätten unter allen Staaten der EU verteilt werden sollen. Dadurch hätten Griechenland und Italien entlastet werden sollen, wo 2015 die meisten Asylanträge gestellt worden waren. Ungarn hätte von bis zu 160.000 Asylbewerbern etwas mehr als 1000, Tschechien etwas mehr als 2000 und Polen gut 6000 aufnehmen müssen. Laut einem am 2. April 2020 gefällten Urteil des Europäischen Gerichtshofs ist es mit dem Recht der Europäischen Union nicht vereinbar, „kategorisch Nein zu sagen, weil ihre Gesellschaften durch solche Umsiedlungen gefährdet seien“. Vertreter der drei Staaten zeigten sich von dem Urteil unbeeindruckt. Sie argumentierten, dass die EU-Beschlüsse zur Umverteilung von Geflüchteten im September 2017 ausgelaufen seien und deshalb nicht mehr umgesetzt werden könnten. Sie ließen sich zudem nicht zwingen, Migranten aufzunehmen. Ein Strafmaß benannte der EuGH noch nicht.
Im Winter 2021/2022 versuchte Polen Flüchtende, die von der belarussischen Regierung an die Grenze nach Polen gefahren worden waren, an einem Vordringen nach Polen zu hindern. Dabei handelte es sich überwiegend um Menschen, die von der Türkei aus nach Belarus eingeflogen worden waren. Polen wollte dadurch verhindern, dass die Flüchtenden auf dem Territorium eines Mitgliedsstaats der EU einen Antrag auf Asyl stellen konnten. Bis zum Anfang Februar 2022 wurde die Ostgrenze Polens und damit der EU mit Hilfe von Thermokameras und Sperrzäunen gegen ein unbemerktes Eindringen von Menschen nach Polen abgesichert.
Nach dem Russischen Überfall auf die Ukraine 2022 hingegen nahmen Nachbarstaaten der Ukraine – Polen, Slowakei, Ungarn und Rumänien – bereitwillig innerhalb kurzer Zeit Hunderttausende Geflüchteter aus der Ukraine auf.
Kritiker bewerten die Unterscheidung zwischen sympathischen und daher willkommenen Geflüchteten einerseits sowie unsympathischen und daher unwillkommenen Geflüchteten andererseits als „rassistisch“.
Nach den Landtagswahlen in Thüringen, Sachsen und Brandenburg im September 2024 fasste Bundes-Landwirtschaftsminister Cem Özdemir (Bündnis 90/Die Grünen) seine Haltung zum Thema „Selektive Willkommenskultur“ in einem Gastbeitrag der Frankfurter Allgemeinen Zeitung mit der Aussage zusammen: „Wer einen wertvollen Teil zu unserem Land beitragen kann und will, ist willkommen. Wer nachweislich Schutz sucht, dem helfen wir. Für alle anderen haben wir keinen Platz.“
Im Jahr 2023 zeigte eine OECD-Studie in Zusammenarbeit mit der Bertelsmann Stiftung, dass Deutschland im internationalen Vergleich bei Fachkräften und Start-ups aus dem Ausland an Beliebtheit verloren hat. Die Berliner Migrationsforscherin Naika Foroutan wies darauf hin, dass viele ausländische Fachkräfte Deutschland wieder verlassen.